# Toulouse pendant la Seconde Guerre mondiale
L'histoire de Toulouse pendant la Seconde Guerre mondiale se décrit en quatre périodes : la drôle de guerre, en zone libre, l'Occupation puis la Libération.

## Contexte démographique, politique, social et économique

### L'état démographique
En 1936, la ville de Toulouse compte 213 000 habitants.
Elle possède une petite communauté juive, un millier de personnes environ. Ce sont, pour la plupart, des familles installées dans la ville au cours du XIXe siècle. La pratique religieuse est faible. Dans l'entre-deux-guerres se succèdent deux vagues d'immigration juive. Dans les années 1920, ce sont principalement des séfarades, Juifs de l'empire ottoman. Ils parlent généralement le ladino, dont la proximité avec les autres langues romanes – français et occitan – a permis une assimilation rapide. Dans les années 1930, les ashkénazes, venus d'Europe centrale et orientale sont plus nombreux : ce sont des réfugiés de Pologne, d'Allemagne et d'Autriche, qui fuient l'antisémitisme et les persécutions. Ils travaillent pour la plupart dans le secteur textile comme artisans, employés ou commerçants : on compte à Toulouse environ 250 petites entreprises appartenant à des Juifs. Par ailleurs, au sein de la population toulousaine, l'antisémitisme est, selon Jean Estèbe, « peu consistant ». Dans les milieux catholiques même, il est critiqué par les déclarations de l'archevêque, Jules Saliège, qui prend position publiquement contre l'antisémitisme nazi en 1933 et en 1938.

### Une ville politiquement ancrée à gauche
La ville est, depuis la fin du XIXe siècle, dominée par les radicaux et les socialistes. En 1884 déjà, Joseph Sirven est élu maire sur une liste d'union des listes radicales et de sensibilité républicaine. Lui succèdent en 1888 Camille Ournac, puis en 1892 Honoré Serres, toujours élus sur des listes d'union républicaine, radicale et socialiste. À partir de 1906, la mairie est dirigée presque sans interruption par des personnalités socialistes : Albert Bedouce (1906), Jean Rieux (1906-1908 et 1912-1919), Étienne Billières (1925-1935) et Antoine Ellen-Prévot (1935-1940),. De même, depuis les élections de 1936, cinq des six députés de la Haute-Garonne sont socialistes (Vincent Auriol, Albert Bedouce, Émile Berlia, André David et Ernest Esparbès), un est radical (Hippolyte Ducos). Quant aux sénateurs, ils sont tous radicaux et radicaux-socialistes (Bertrand Carrère, Jean-Baptiste Amat, Eugène Azémar et Ernest Beluel). Depuis 1938, cependant, la fédération haut-garonnaise de la Section française de l'Internationale ouvrière (SFIO) est traversée par les divisions, en particulier entre la ligne de fermeté vis-à-vis du régime hitlérien, menée par Léon Blum mais minoritaire, et les partisans pacifistes de la tendance paulfauriste, plus nombreux,.
En revanche, à gauche, le Parti communiste ne trouve qu'un soutien limité. De même, la droite n'a qu'une faible audience à Toulouse et dans sa région. En 1938, le principal journal conservateur et catholique, l'Express du Midi, a même disparu. Il est remplacé par la Garonne, plus modéré, dirigé par Maurice de Solages et François Reille-Soult, tous deux catholiques conservateurs, certes, mais hostiles au nazisme. Les milieux catholiques sociaux sont relativement actifs, avec la création peu avant 1939 de relais de la Jeunesse ouvrière chrétienne (JOC) et de la Confédération française des travailleurs chrétiens (CFTC).
On relève, par ailleurs, une crispation des positions politiques. Ainsi, en octobre 1938, le Midi socialiste dénonce la Garonne comme un journal fasciste à la solde de l'Allemagne nazie. Parallèlement, la Voix du Midi se désole des capitulations socialistes face aux fascistes. Enfin, L'Express du Midi accuse les socialistes et les communistes de faire peser la menace du bolchevisme en France.

### La situation socio-économique
La prospérité de la ville se fonde sur ses fonctions tertiaires de commandement régional et sa situation de carrefour d'échanges, rayonnant sur les départements voisins.
Le secteur industriel occupe une part importante de l'activité économique. Il est très majoritairement le fait de petites entreprises dont la taille ne dépasse généralement pas la dizaine d'ouvriers. Les plus anciennes manufactures et usines de Toulouse sont liées à l'industrie de l'armement : la Poudrerie, sur l'île du Ramier (actuel no 1 chemin de la Loge), et la Cartoucherie (emplacement de l'actuel no  avenue de Grande-Bretagne). Leur activité, qui s'est ralentie après la fin de la Première Guerre mondiale, redémarre à partir de 1937. L'industrie chimique connaît aussi un fort développement après 1924 et la création de l'Office national industriel de l'azote (emplacement de l'actuel no 143 route d'Espagne), qui occupe 5 000 travailleurs en 1939. Enfin, le secteur aéronautique, qui emploie 14 000 travailleurs, se développe grâce à l'essor des entreprises de plusieurs industriels, particulièrement Latécoère, dont l'usine de Montaudran (emplacement de l'actuel no 55 chemin Carrosse) ont été cédées en 1938 à Breguet, et Dewoitine, dont l'usine saint-Éloi (actuel no 57 chemin du Sang-de-Serp) aux Minimes, est nationalisée pour former la Société nationale des constructions aéronautiques du Midi (SNCAM),.

### Les réfugiés de la guerre d'Espagne
La ville de Toulouse accueille de nombreux réfugiés espagnols républicains, anarchistes et communistes. Ils ont fui l'avancée des troupes nationalistes du général Francisco Franco qui met en place une dictature. Ils sont pour beaucoup internés dans les deux camps du Récébédou, à Portet-sur-Garonne, et de Noé.

## Début de la guerre: septembre 1939-juin 1940

### La «drôle de guerre»
L'entrée de la France dans la guerre, le 3 septembre 1939, est largement acceptée par la population. Toutefois, le fort pacifisme des milieux politiques toulousains n'encourage pas à l'action. En février 1940, dans le Midi socialiste, Raymond Naves, professeur à la faculté des lettres, décrit l'inaction de la « drôle de guerre » comme un « progrès humain ». De même, Maurice Sarraut, dans la Dépêche, se félicite du faible nombre de victimes jusqu'en avril 1940. Dans la ville, des tranchées de défense passive sont creusées sur plusieurs places de la ville : place Saint-Georges.
D'ailleurs, le nombre des soldats mobilisés à Toulouse y est nettement inférieur à celui de 1914. En effet, la plupart des ouvriers de la ville sont des « affectés spéciaux » dans les usines d'armement et d'aéronautique.
En revanche, dans la perspective d'une guerre longue, la mobilisation économique est puissante. À Toulouse, elle est soutenue par l'arrivée de techniciens et d'ouvriers repliés du Nord et de l'Est de la France. La production a également recours à certains réfugiés espagnols du camp du Récébédou, embauchés dans les usines d'armement. Le repliement d'entreprises amène aussi à Toulouse l'installation de l'Établissement de recherches aéronautiques. Le 6 mai 1940, les représentants des quinze chambres de commerce de la région économique de Toulouse se réunissent au Palais consulaire (actuel no 1 rue d'Alsace-Lorraine) afin d'obtenir le retour d'une partie de la main-d'œuvre mobilisée.
Peu à peu, la population toulousaine croît sensiblement : elle compte, en mai 1940, 260 000 habitants. Ce sont surtout des populations évacuées d'Alsace et de Lorraine. Parmi ces premiers évacués se trouvent des personnalités : en septembre 1939, dès le début de la guerre, Renée Massardy invite son père, le socialiste Eugène Montel, à s'installer au château de l'Armurier, à Colomiers, qu'a acquis son époux, Raoul Massardy.

### La bataille de France et les réfugiés de l'Exode
Au mois de mai 1940, le déclenchement de la bataille de France voit une avancée rapide des forces allemandes en Belgique, puis en France. La situation militaire dramatique pousse les populations civiles à fuir vers le sud de la France. Toulouse et la Haute-Garonne, éloignées des zones de combat, constituent un lieu de repli privilégié. L'évacuation est d'abord réalisée par train, la gare Matabiau devenant un centre de redistribution des réfugiés vers les autres villes du département – Saint-Gaudens, Villemur-sur-Tarn, Luchon, Revel,. Les premiers réfugiés sont des Belges, arrivés le 15 mai 1940 – parmi eux se trouvent de jeunes hommes, non encore mobilisés et qui doivent constituer une réserve de recrutement pour la suite de la guerre. Ils sont suivis, à partir du 27 mai, par les premiers convois de Français venus du Nord,.
La concentration d'un grand nombre de réfugiés devient une problématique majeure pour la préfecture et la mairie. Les secours s'organisent cependant, faisant appel parfois à la charité privée : Louis Courtois de Viçose, banquier toulousain et consul honoraire de Belgique, vient donner assistance aux ressortissants belges. Chaque jour, dans la cour Henri-IV, au Capitole, l'Association des dames françaises organise une distribution de repas grâce aux dons des commerçants du marché des Carmes. On réquisitionne les établissements scolaires, les théâtres, les cinémas, les stades. Ainsi, ce sont 2 000 réfugiés belges qui sont logés dans une partie des bâtiments du lycée de garçons (actuel lycée Pierre-de-Fermat), déjà transformé en hôpital militaire. Un mois plus tard, plusieurs centaines de gendarmes évacués des départements du nord sont logés dans le cloître et la salle capitulaire du couvent des Jacobins, la chapelle Saint-Antonin transformée en dépôt de pharmacie. Dans le même temps, la population scolaire augmente fortement à cause de l'arrivée de nouveaux élèves...
Parmi ces réfugiés se trouvent Pierre Dac et sa compagne, Dinah Gervyl. Celle-ci s'est installée, depuis le début de la guerre, chez sa mère (actuel no 14 rue Dalayrac), qui tient le Grand café Cristal Palace (actuel no 42 boulevard de Strasbourg). Pierre Dac la rejoint durant l'Exode : c'est dans un appartement au-dessus du Cristal Palace qu'il se cache, durant les premiers mois de la guerre, avec Fernand Lefèbvre, jusqu'en 1941. En juin 1940, dans le contexte de la défaite et de montée des périls, Eugène Montel invite Léon Blum à le rejoindre. Il y reçoit également Vincent Auriol, René Mayer, Jules Moch et des personnalités socialistes opposées à Philippe Pétain.
En juin 1940, au plus fort de la désorganisation, il y a probablement 200 à 250 000 réfugiés à Toulouse, la population de la ville ayant donc été multipliée par deux. La ville fourmille de soldats, débarqués, repliés ou débandés, français, mais aussi belges (on en compte 26 000 au début du mois de juin), tchèques ou polonais. Leur nombre reflue lentement, à la suite de l'armistice et de la fin des combats. En août, on compte encore dans la ville 98 000 personnes déplacées,. En décembre 1940, il ne reste plus, officiellement, que 25 000 réfugiés : 8 000 personnes qui n'ont pas l'autorisation de retourner en zone interdite, 6 000 Alsaciens-Lorrains francophones et francophiles expulsés par les autorités allemandes d'Alsace-Moselle annexée, et 11 000 personnes qui refusent de retourner en zone occupée.

### L'armistice

Le territoire de la France après l'armistice.

À Toulouse et en Haute-Garonne, les élites politiques et culturelles soutiennent largement l'arrivée au pouvoir du maréchal Philippe Pétain. L'armistice, demandé le 17 juin, est salué par le Midi socialiste et l'ensemble des journaux locaux, dès le lendemain. Seule la Dépêche souhaite la poursuite de la guerre, déclarant : « Tout espoir n'est pas perdu, la résistance peut et doit se prolonger ! En attendant, les Anglais arriveront et le matériel américain pourra nous parvenir par des cargos rapides ». Le 20 juin, le journal publie un « Appel à la jeunesse de France », peut-être inspiré par l'appel du 18 juin de Charles de Gaulle, où elle affirme : « Si la levée en masse n'est plus possible en France, nous nous offrons pour continuer la lutte coûte que coûte dans les rangs des armées d'outre-mer ou des alliés ». Le quotidien rentre cependant dans le rang dès le lendemain.
Le 25 juin, jour d'entrée en vigueur de l'armistice, est jour de deuil national. Les drapeaux sont mis en berne et les commerces, sauf les boutiques d'alimentation, restent fermés. À 11h30, devant le monument aux combattants de la Haute-Garonne et en présence des autorités civiles, militaires et religieuses, les honneurs sont rendus aux soldats tués par deux pelotons de gendarmerie et une compagnie du 14e régiment d'infanterie. En septembre, un hommage public est rendu aux drapeaux et aux étendards des régiments dissous par la convention d'armistice.

## Toulouse en zone non-occupée: juillet 1940-novembre 1942

### La vie politique

#### Une adhésion limitée au régime de Vichy
Le 10 juillet 1940, l'Assemblée nationale réunissant la Chambre des députés et le Sénat est convoquée à Vichy pour voter les pleins pouvoirs constituants à Philippe Pétain : des neufs députés et sénateurs de la Haute-Garonne, seul Vincent Auriol s'oppose,. L'unanimité des élus toulousains se retrouve au Capitole où, le 24 juillet 1940, le maire de Toulouse, Antoine Ellen-Prévot, se rend à Vichy pour obtenir l'accord de maintenir en place la municipalité,. Le 9 août, il fait voter à l'unanimité des 26 conseillers une motion d'allégeance à Philippe Pétain et au nouveau régime,,. L'historien Jean Estèbe voit dans cette attitude l'expression d'un « maréchalisme républicain », répandu dans les milieux radicaux et socialistes, et promu par la Dépêche et le Midi socialiste, et qui espère la mise en place d'un compromis entre le maintien de la République et le renforcement du pouvoir exécutif. Ainsi, le 10 juillet, la Dépêche présente les lois comme « la réforme de la constitution républicaine ».

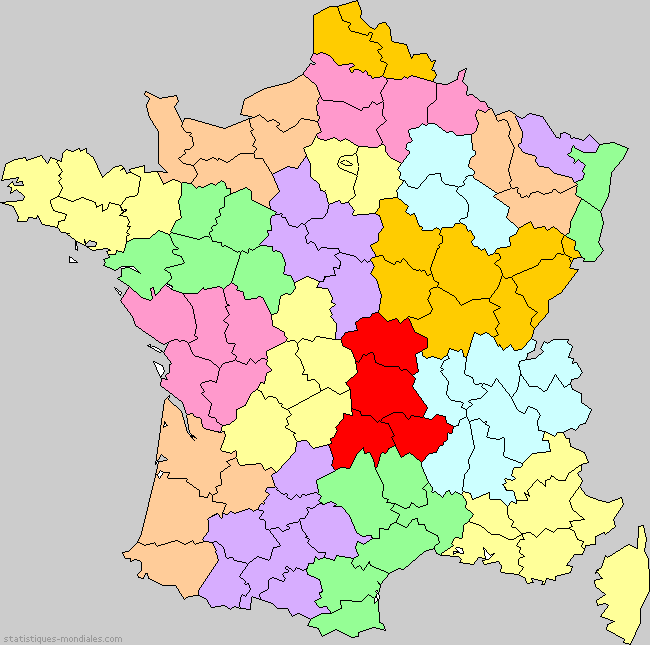
Les préfectures régionales de l'État français en 1941.

Les signes de reprise en main se multiplient. Le 24 juin 1940, déjà, le conseiller d'État Léopold Cheneaux de Leyritz est nommé préfet de la Haute-Garonne, avec Maurice Bézagu pour adjoint. La loi du 12 octobre 1940, qui suspend les conseils généraux dans les départements au profit de l'autorité préfectorale, lui octroie de larges pouvoirs,. En 1941, après la loi du 19 avril sur les régions, il devient préfet régional et ses pouvoirs sont étendus à la nouvelle XVIIe région – Ariège, Haute-Garonne, Gers, Lot, Hautes-Pyrénées, Tarn et Tarn-et-Garonne. Il met en application les décisions du nouveau régime, sans idéologie mais avec professionnalisme. Le 7 septembre 1940, malgré les efforts d'Antoine Ellen-Prévot, le conseil municipal est suspendu par décret du ministre de l'Intérieur, Marcel Peyrouton. Il est remplacé par une « délégation municipale » de sept personnes nommées par Vichy, dirigée par André Haon, un avocat et ancien président du Stade toulousain,,,.
De plus, les individus hostiles au régime sont poursuivis. Dès juin 1940, les « éléments douteux » sont arrêtés par la police et détenus aux camps d'internement de Gurs et de Septfonds. Ainsi, le 15 septembre 1940, Eugène Montel, Léon Blum et Vincent Auriol sont arrêtés au château de l'Armurier, à Colomiers. Le régime de Vichy applique sa politique rapidement, y compris dans le domaine du symbolique et des noms de rue allant à l’encontre de ses valeurs. Le 22 octobre 1940, Marcel Peyrouton rédige une circulaire poussant à la chasse aux noms de rues contraires à l'idéologie vichyste : « il est inconvenant […] que cette manière d'hommage public continue à être rendu à la mémoire de ceux qui par leurs erreurs ou leurs fautes ont contribué à précipiter notre patrie dans la ruine ». La commune de Toulouse doit ainsi changer de nombreux noms de rues. Elle est aussi poussée à faire la promotion des valeurs du régime, par exemple en donnant le nom du général Charles Huntziger, ministre vichyste, au stade du parc des sports du TOEC (ancien stade Jacques Chapou, no 108 rue des Amidonniers).
L'acceptation et le soutien au régime de Vichy par la population toulousaine s'explique en partie par le discrédit des élites politiques de la Troisième République, jugées responsables de la défaite, et la relative indifférence de la population à la suite de l'éviction des élus politiques : après la suppression du conseil municipal, celle du conseil général de la Haute-Garonne ne suscite pas plus de réactions. Il y a une véritable adhésion à la personne de Philippe Pétain, plus qu'aux thèses du régime et à l'idéologie de la Révolution nationale. Cela permet aux autorités vichystes de faire passer les premières mesures sans provoquer de remous, telles la dissolution de la franc-maçonnerie le 12 août 1940 et la promulgation du statut des Juifs le 3 octobre 1940. Le régime met aussi en place des relais populaires de son influence. En septembre 1940, le siège toulousain de la Légion française des combattants est inauguré, à l'angle de la rue d'Austerlitz et de la place Wilson (actuel no 17). Elle compte, au bout de quelques semaines, 13 500 membres.

#### La visite du maréchal Pétain
Les 5 et 6 novembre 1940, le maréchal Philippe Pétain effectue à Toulouse son premier voyage officiel important,, qui fait l'objet d'une large couverture médiatique en zone libre par le Figaro, la Croix, l'Action française et le Temps. Le 3 novembre, déjà, Jean Borotra, le ministre des Sports, est venu prononcer un discours patriotique devant le monument aux Sport du square de l'Héraclès : il a été bien reçu. Afin de garantir la bonne tenue de la visite du maréchal, plusieurs dizaines de personnes suspectes sont arrêtées préventivement par la police. Parallèlement, plusieurs mesures permettent d'encourager la population toulousaine à assister aux cérémonies : des consignes sont données dans les écoles pour faire venir les élèves et les commerces sont fermés par arrêté administratif.

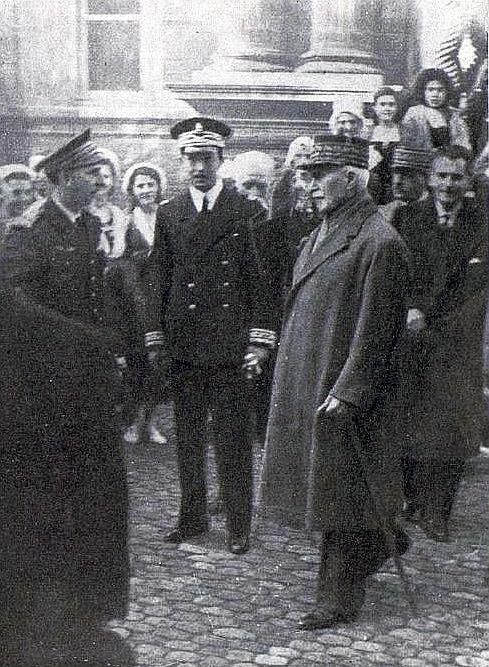
Le maréchal Philippe Pétain dans la cour de l'hôtel d'Assézat.

Le programme suit un ordre qui sert de modèle aux futurs déplacements : une cérémonie au monument aux morts suivie d'une réception des corps constitués à la préfecture et des autorités municipales à l'hôtel-de-ville. Le 5 novembre, Philippe Pétain arrive à 9h26 à la gare Matabiau. Après avoir reçu les honneurs civils et militaires en présence du commandant de la XVIIe région militaire, le général André Sciard, de la veuve de l'ancien président de la République, Gaston Doumergue, et du docteur Paul Voivenel, il descend la rue de Bayard et le boulevard Lazare-Carnot, passe devant le Monument aux combattants de la Haute-Garonne, avant d'être reçu à la cathédrale par l'archevêque, Jules Saliège, puis de se rendre à la préfecture où l'attendent le préfet, Léopold Cheneaux de Leyritz, et les personnalités du monde économique et culturel toulousain. Sur la place Saint-Étienne se masse une foule compacte de 3 000 personnes. L'après-midi, il visite l'école d'agriculture d'Ondes, puis rentre à Toulouse où il se rend au Pont-des-Demoiselles dans les locaux du Secours national, une œuvre d'entraide créée par le régime de Vichy, puis chez les Petites Sœurs des pauvres, à la Côte Pavée (actuel no 130 avenue Jean-Rieux). Enfin, il dîne au Capitole en compagnie d'André Haon, après avoir salué la foule sur la place,. Le lendemain, après une cérémonie au Monument aux combattants de la Haute-Garonne en présence du « mutilé des Dardanelles », le général Henri Gouraud, il est reçu par l'académie des Jeux floraux à l'hôtel d'Assézat, avant de partir pour Montauban. La visite est un véritable succès : une foule importante, probablement plusieurs dizaines de milliers de personnes, se déplace au passage du cortège officiel.

#### Un programme de Révolution nationale
La politique du régime de Vichy s'appuie sur l'administration mise en place durant l'été 1940. La délégation spéciale toulousaine, dirigée par André Haon, est fidèle à Philippe Pétain. Le 11 février 1941, André Haon est officiellement nommé maire de la ville, dirigeant un conseil municipal de 23 membres nommés. On y compte, pour la première fois, deux femmes, Marie-Louise Cosnuel, présidente de la Croix-Rouge, et Madeleine Privat, directrice de la librairie et de l'imprimerie du même nom. Le 14 novembre 1940, quelques jours après la première visite de Philippe Pétain, la délégation municipale d'André Haon attribue aux allées Alphonse-Peyrat, face au Monument aux combattants de la Haute-Garonne, le nom du maréchal (actuelles allées Forain-François-Verdier). Il s'accompagne du changement de 44 noms de rues rendant hommage à des personnalités de la Révolution française (rue Babeuf), de la Troisième République (allées Alphonse-Peyrat, Jules-Guesdes et Albert-Thomas, rue Marcel-Sembat) ou du socialisme français et européen (rues Rosa-Luxembourg, Karl-Liebknecht et Matteotti, avenue Henri-Barbusse),.
Le personnel municipal est épuré : 108 employés sont renvoyés. Parmi les 78 francs-maçons, qui doivent renoncer par écrit à leurs idées, quatre sont relevés. Les prérogatives et les actions du conseil municipal restent cependant limitées et n'ont que peu de lien avec la Révolution nationale : promotion de l'enseignement technique dans les écoles de la ville, amélioration de l'équipement sportif, suppression de l'octroi, poursuite des travaux du tout-à-l'égout.
Cette politique rencontre un écho relativement favorable dans une partie du clergé toulousain. En octobre 1941, le chanoine Charles Barthas approuve la Charte du travail promue par le Philippe Pétain et accepte la dissolution du syndicalisme chrétien. Il espère également la mise en place d'un véritable concordat entre l'État français et la papauté. Au grand séminaire (actuel no 9 rue des Teinturiers), le directeur, Louis Capéran, fait allégeance au régime, qu'il célèbre dans France nouvelle et action catholique, publié en 1941, tout comme le professeur Cavallera. On trouve également l'abbé Louis Sorel, curé de Lagrâce-Dieu, proche du francisme, qui rejoint en janvier 1941 le conseil national du régime de Vichy.

#### Le rôle de la Légion
Le maréchal Philippe Pétain étant hostile à la création d'un parti unique, il préfère s'appuyer sur la Légion française des combattants, créée le 29 août 1940, qui regroupe, en les faisant disparaître, les différentes associations d'anciens combattants, particulièrement l'Union fédérale des combattants (UFC) et l'Union nationale des combattants (UNC). En Haute-Garonne, la première, plutôt classée à gauche, est cinq fois plus nombreuse que la deuxième, généralement conservatrice. La création de la Légion y est un relatif succès puisque, un an plus tard, 90 % des anciens combattants y ont adhéré : plus de 37 000 membres dans le département, dont 13 500 à Toulouse. Elle est dirigée par Delrieu, venu de l'UFC, professeur à l'école normale d'instituteurs, ancien militant radical et franc-maçon, secondé par Jean Collomb, un ancien cadre du Parti populaire français (PPF). Elle a son siège au no 17 de la place Wilson,. La Légion organise des cérémonies patriotiques, comme en août 1941, où Delrieu rassemble les anciens combattants autour de la flamme du soldat inconnu qui, depuis Paris, est portée dans toutes les villes de la zone non-occupée par une chaîne de 20 000 coureurs.
Pourtant, à partir de l'été 1941, des tensions apparaissent avec les autorités municipales. La Légion subit également la concurrence du Service d'ordre légionnaire (SOL), qui se développe dans la région toulousaine à partir de 1942. Enfin, en octobre 1942, les tensions croissantes entre Delrieu et Jean Collomb mènent à la démission du premier et à l'exclusion du second. Désormais, la Légion ne joue plus de rôle dans la vie politique et sociale locale.

#### La montée de la réprobation populaire
En revanche, la politique de collaboration avec l'Allemagne est fortement rejetée. Ainsi, l'entrevue de Montoire le 24 octobre 1940 entre Philippe Pétain et Adolf Hitler, suscite-t-elle la réprobation de la population toulousaine, : à cette date, on espère encore une victoire britannique rapide. Les médias locaux qui diffusent la propagande du régime, comme la Dépêche et Radio Toulouse, perdent tout crédit, au profit de la presse suisse, mais aussi de la BBC. Finalement, le préfet, Léopold de Cheneaux de Leyritz souligne que « l'une des raisons de la popularité du chef de l'État provient de ce que le public a la conviction que le Maréchal s'oppose autant qu'il le peut aux exigences de l'Allemagne et s'efforce de maintenir intacte la dignité de la France ».
L'acceptation du régime se dégrade cependant au cours de l'année 1941. En octobre 1941, le film Un an de Révolution nationale, qui fait la promotion des réformes du régime de Vichy, n'est pas bien accueilli, sifflé même par une partie des spectateurs. En avril 1942, le rappel de Pierre Laval, nommé chef du Gouvernement, suivis de la nomination de Marcel Déat et de Jacques Doriot, accroissent le mécontentement de l'opinion toulousaine. Pierre Laval s'adjoint le jeune secrétaire général de la police, René Bousquet, originaire de Montauban et lié aux frères Maurice et Albert Sarraut.
Un deuxième voyage officiel de Philippe Pétain est organisé à Toulouse les 13 et 14 juin 1942. Il est l'occasion d'une démonstration de force de la Légion des combattants français, forte de 30 000 légionnaires et membres du Service d'ordre légionnaire (SOL) venus des départements du Sud-Ouest et d'Afrique du nord, qui défilent sur les allées Lafayette (actuelles allées Jean-Jaurès). Des manifestations sportives sont également organisées au Parc des sports municipal, sur l'île du Ramier : la vedette en est Alfred Nakache – d'origine juive –, champion de natation qui a battu le record du monde du 200 mètres brasse. Pourtant, la visite de Philippe Pétain ne suscite pas l'enthousiasme de la population,. Une semaine plus tard, l'annonce de la mise en place de la Relève est reçue très négativement par la population toulousaine, particulièrement par les ouvriers.

### La vie quotidienne

#### Pénuries, rationnement et marché noir
La population toulousaine est confrontée, dès l'été 1940, à la question du rationnement. Les pénuries sont causées par de multiples facteurs : manque de travailleurs à cause de l'absence des soldats prisonniers en Allemagne, la rupture des liaisons commerciales entre les deux zones occupée et non-occupée, le blocus des ports français par la flotte britannique, et les réquisitions allemandes. Elles touchent tous les secteurs de l'économie : agriculture, industrie, énergie et transports. La pénurie alimentaire est, dans la région toulousaine, moins grave que dans d'autres régions françaises, car elle est fortement productrice de volailles et de céréales (particulièrement blé et maïs). Elle est en revanche obligée d'importer le sucre, l'huile, mais aussi les pommes de terre et le lait. La population toulousaine se tourne en partie vers des produits de substitution : graisse de porc ou d'oie pour l'huile, sucre de raisin pour le sucre de betterave. La production est de plus soumise aux aléas météorologiques : ainsi, durant l'été 1942, la sècheresse que connaît le Midi toulousain accroît les tensions tandis que la production agricole baisse fortement, mais aussi la production hydroélectrique, entraînant des coupures de courant plus nombreuses.
Surtout, les pénuries amènent la mise en place du rationnement car, sauf les légumes et les fruits frais, tous les produits alimentaires sont rationnés. D'ailleurs, le rationnement, déjà appliqué pendant la Première Guerre mondiale, avait été prévu dès le début de la Seconde Guerre mondiale. Les premiers tickets de rationnement, qui concernent le sucre, sont mis en place en mai 1940, les cartes d'alimentation générale le 23 septembre 1940, Les rations sont, pour une personne adulte, de 350 grammes de pain par jour, 350 grammes de viande par semaine, 140 grammes de fromage et 500 grammes de sucre par mois. Il existe un système de modulation selon les catégories (enfants, femmes enceintes, travailleurs « de force », agriculteurs, personnes âgées). Mais dans tous les cas, les quantités ont tendance à diminuer au cours de la guerre : en 1941, la ration de viande passe à 250 grammes par semaine, voire 125 grammes pour les habitants des communes de la banlieue toulousaine, car ils pourraient élever des animaux chez eux. Le rationnement est fondé sur des livraisons obligatoires de produits alimentaires par les producteurs. Les prix sont fixés selon des normes nationales, que le préfet, Léopold Cheneaux de Leyritz, peut adapter aux contraintes locales. Mais souvent, la baisse du prix d'un produit, imposée par le préfet, entraîne une raréfaction de ce produit sur les marchés officiels... et l'augmentation du prix au marché noir.
Le marché noir permet la vente sans tickets de rationnement, à des prix libres et bien supérieurs aux prix des marchés officiels, auxquels sont enlevés d'importantes quantités de marchandises. C'est pourquoi il est largement condamné par la population toulousaine, qui réclame des punitions contre les trafiquants et les paysans qui le pratiquent. Il est surtout fermement interdit par les autorités, mais la lutte dépend de différentes administrations : la répression des fraudes, les contributions indirectes, la gendarmerie, la police économique, le contrôle du ravitaillement ou encore le contrôle des prix. C'est pourquoi, en décembre 1941, Léopold Cheneaux de Leyritz décide de les regrouper tous dans un même local de la préfecture, avec constitution d'un fichier unique. Si les petits consommateurs sont généralement sanctionnés par la confiscation de la marchandise et un procès-verbal, les gros trafiquants sont sévèrement punis. Cela n'empêche cependant pas le développement du marché noir, surtout à partir de 1941 : on compte 19 694 procès-verbaux cette année-là, plus encore l'année suivante. Des réseaux s'organisent entre Toulouse et les départements voisins : en août 1941, les contrôles de gendarmerie se concentrent ainsi sur la ligne d'autocar entre Toulouse et Condom, permettant de saisir des milliers d'oeufs et un veau. Il existe même, avant novembre 1942, un trafic de contrebande entre Toulouse et la zone occupée, destiné aux soldats allemands dont les moyens financiers leur permettent d'acheter à des prix très élevés. Enfin, il existe un trafic de faux tickets de rationnement, qui se vendent à des prix élevés : en mai 1942, 3 000 fausses cartes sont saisies par la police à Toulouse.
La pénurie provoque aussi des phénomènes d'entraide. Les fourneaux économiques offrent des repas à un prix modérés aux personnes les plus pauvres. Le professeur de géographie Daniel Faucher organise, avec Edgar Morin, le Centre des étudiants réfugiés, qui procure des repas, distribués dans la cour de la bibliothèque universitaire (actuel no 58 rue du Taur). Mais, surtout, la population toulousaine s'en tire par la « débrouillardise », les relations et les échanges de services, réclamant beaucoup de temps et d'efforts.

#### La Relève
Au printemps 1942, Fritz Sauckel, « planificateur général pour le recrutement de la main-d'œuvre », exige l'apport de 2 500 000 travailleurs français à l'effort économique allemand. Le 22 juin 1942, Pierre Laval invente la Relève, fondée sur le volontariat, selon laquelle le départ d'un travailleur en Allemagne est compensé par le retour d'un prisonnier de guerre – c'est finalement trois travailleurs qui sont demandés. Cette annonce est très mal accueillie par les ouvriers toulousains et, dans les usines, les tracts du Parti communiste clandestin encouragent le refus. La mesure, qui ne concerne d'ailleurs pas les paysans, est considérée comme injuste. Ainsi, dans l'ensemble de la XVIIe région, on compte moins d'un millier de volontaires, quand le gouvernement français en attendait trois fois plus.
Le préfet régional, Léopold Cheneaux de Leyritz, recommande la contrainte. Le 4 septembre 1942, la loi sur la mobilisation de la main-d'œuvre vise tous les hommes de 18 à 50 ans, et les femmes célibataires de 21 à 35 ans : à Toulouse, les usines doivent fournir 2 136 ouvriers, mais le Parti communiste redouble d'activité dans les usines d'aviation de la SNCASE et de Breguet. Le mois suivant, alors qu'une première vague de 835 ouvriers sont convoqués, à la suite d'exemptions, de sursis ou d'inaptitudes médicales, seuls 156 partent effectivement.

### La vie culturelle

#### La promotion d'une culture régionaliste
La promotion du pays réel s'appuie sur la promotion des anciennes provinces, revivifiées à travers la création de nouvelles régions. Philippe Pétain promeut une vaste réforme administrative qui réorganise le territoire par la création de régions autour de cinq métropoles : Clermont-Ferrand, Lyon, Marseille, Montpellier et Toulouse. Dans cette dernière, plusieurs personnalités et associations promeuvent l'originalité de la culture et de l'« art méridional ». En novembre 1940, l'académie des Jeux floraux s'est donné Philippe Pétain pour protecteur. En 1941, l'Association de la renaissance de la province de Toulouse est créée. Elle est dirigée par le marquis Guy de Palaminy, issu de la vieille noblesse toulousaine. L'association publie en mars 1941 un manifeste, la Province de Toulouse, qui ébauche un projet de région toulousaine définie par la spécificité de son économie (agriculture, commerce et industrie) et de sa culture (vie intellectuelle, spirituelle et sociale). En août 1941, André Ferran, professeur à la faculté des lettres, lance une revue régionaliste, Pyrénées. Enfin, le 1er décembre 1941, le secrétaire d'État à l'Instruction publique, Jérôme Carcopino, fait la promotion de la culture régionale, de Frédéric Mistral et du félibrige, et encourage l'université de Toulouse à se « régionaliser ».

#### L'encadrement de la jeunesse
La relève morale souhaitée par Philippe Pétain passe par l'encadrement de la jeunesse. Dès août 1940, les premiers groupes se constituent, dans le cadre des Chantiers de jeunesse, dans la région toulousaine : camp Mermoz, à Argelès-Gazost, camp Bugeaud, au Carcanet, camp des Maréchaux, dans le Comminges. Ils s'adressent aux jeunes hommes de 20 ans pour apprendre les vertus de la discipline, de l'obéissance et du travail. Le 20 décembre 1940, Georges Lamirand, secrétaire général à la Jeunesse, assiste au théâtre du Capitole à une Assemblée de jeunesse, qui regroupe des milliers de personnes.

#### Le contrôle des médias toulousains
Les médias locaux sont également surveillés et mis au pas du régime de Vichy. Radio Toulouse, créée par le journaliste Jacques Trémoulet et le négociant Léon Kierzkowski, est la plus importante station de radio de province. Elle est établie dans la rue d'Alsace-Lorraine (actuel no 51). Elle diffuse des programmes imposés par les organes de propagande de Vichy. Elle prend d'ailleurs une grande importance aux yeux du gouvernement à cause de la puissance de ses émetteurs et de la conception moderne de ses programmes. Ainsi, elle lance deux émissions de propagande, « Radio-révolution » et « Radio-jeunesse ». Une nouvelle station Radio Toulouse II, émet sur Toulouse et sa banlieue, diffusant des informations locales, mais aussi des émissions de culture régionale. Il existe une station concurrente, Toulouse-Pyrénées, créée en 1925 par les Postes, télégraphes et téléphones (PTT), installée sur les allées Jean-Jaurès (emplacement de l'actuel no 78) et possédant l'émetteur le plus puissant de la zone non-occupée. Elle assure le relais de Radio Vichy, puis de Radio-Paris sous contrôle allemand.
La presse doit également donner des signes de ralliement, à commencer par La Dépêche, un des plus importants quotidiens locaux et même nationaux. De sensibilité républicaine, radicale et socialiste, il est aux mains de Maurice Sarraut, frère du député de l'Aude radical-socialiste Albert Sarraut. Durant l'été 1940, le journal est la cible des attaques de l'entourage de Pierre Laval, le président du Conseil – il subit la censure le 18 juillet 1940 pour un article critique sur le ravitaillement – les gages donnés par Maurice Sarraut permettent à La Dépêche de continuer à être publiée,. Dès lors, la Dépêche assure le pouvoir pétainiste de son loyalisme et relaie le point de vue officiel, réduisant les éditoriaux et commentaires sur l'actualité, mais tout en évitant de publier les communiqués des mouvements collaborationnistes, affichant même des positions pro-américaines jusqu'en 1942. Malgré les restrictions et les pénuries de matériel et de papier, le quotidien, qui tirait à 230 000 exemplaires en 1939, atteint 300 000 pendant l'Occupation. Le Midi socialiste – devenu simplement Le Midi en 1940, puis redevenu socialiste à partir du 30 juillet 1941, suit également une ligne entre conformisme gouvernemental et nostalgie républicaine et socialiste. Le quotidien connaît cependant des difficultés importantes et il est racheté en mai 1942 par La Dépêche : Jean Baylet, chargé de l'opération, laisse en place l'équipe socialiste.
La concurrence est incarnée par Le Grand Écho du Midi, un journal publié à partir du 14 novembre 1940, émanation du quotidien conservateur bordelais La Petite Gironde. Dirigé par Cathala et Chapon, il prend fermement position en faveur du régime de Vichy. Il n'atteint cependant pas les 20 000 exemplaires. La Garonne, fondée en janvier 1938, représente la sensibilité chrétienne. Le journal est au cœur d'une lutte d'influence entre le président du conseil d'administration, Maurice de Solages, défenseur de la Révolution nationale, mais hostile au régime nazi, voire anglophile, alors que le rédacteur, Victor Lespine, suit de plus près la ligne gouvernementale.
La presse, qui est lue plus que jamais, est cependant discréditée auprès de son public en raison de son asservissement. Les stations de radio, publique comme privées, ne sont pas tenues en grande estime non plus. Les Toulousains écoutent en revanche la radio anglaise, malgré les interdictions et le brouillage.

#### Les loisirs
Les bistrots, comme le Père Louis (actuel no 45 rue des Tourneurs), et les cafés, comme le Père Léon (actuel no 2 place Étienne-Esquirol), le Lafayette (actuel no 15 place Wilson) et les Américains (actuel no 81 boulevard Lazare-Carnot) sont particulièrement fréquentés.
Le cinéma est bien implanté à Toulouse. On n'en compte pas moins de neuf dans le centre-ville – le Gaumont-Palace (actuel Pathé Wilson, no 1 place Wilson), le Plaza (actuel no 6 place Wilson), les Variétés (actuel no 9 allées du Président-Franklin-Roosevelt), le Trianon (actuel no 6 boulevard de Strasbourg), les Nouveautés (actuel no 56 boulevard Lazare-Carnot), le Vox (actuel no 4 rue de Bayard), le Cinéac (actuel no 49 rue d'Alsace-Lorraine), le Gallia (actuel no 7 rue Lapeyrouse) et l'Olympia (actuel ABC, no 13 rue Saint-Bernard)–, et une quinzaine dans les faubourgs, dont le Castille (actuel no 156 allée de Barcelone), le Florida Novelty (actuel no 31 grande-rue Saint-Michel), le Saint-Agne (actuel no  avenue du Quatorzième-Régiment-d'Infanterie), le Pérignon (actuel no 1 avenue Louis-Blériot), ou encore le Saint-Cyprien (actuel no 5 avenue Étienne-Billières). Les séances diffusent les actualités, au ton pétainiste, collaborationniste même. Les salles sont d'autant plus fréquentées en hiver qu'elles sont chauffées ou qu'elles permettent de se retrouver discrètement.
Les spectacles de music-hall se font surtout à l'Olympia, au Trianon, aux Nouveautés et au Plaza. Ils connaissent une courte embellie, entre juin et décembre 1940, lorsque de nombreuses vedettes parisiennes, réfugiées en zone non-occupée, donnent des spectacles à Toulouse : on peut alors voir les spectacles d'Édith Piaf, Mistinguett, Pierre Dac, Reda Caire, Charles Trenet, Max Régnier, Pauline Carton, ou encore les sketches de Fernandel, Marguerite Moreno, Orane Demazis, Françoise Rosay et Jules Berry.
Les compétitions sportives sont également très populaires. La natation s'est développée à la suite de la construction de la piscine municipale (actuelle piscine Alfred-Nakache, allée Gabriel-Biénès). Le 1er septembre 1940, la Dépêche promeut une course, la traversée de Toulouse à la nage, du Parc toulousain aux Ponts-Jumeaux, où s'illustrent les Dauphins du TOEC. Parmi eux se trouve Alfred Nakache, recordman du monde des 200 mètres brasse le 6 juillet 1941, puis champion de nage libre le 7 septembre 1941.
Pour le football, le principal club de la ville, le Toulouse Football Club (TFC) profite de la présence de plusieurs athlètes réfugiés en zone non-occupée, tels le Strasbourgeois Lucien Laurent, le Sochalien Curt Keller, le Messin André Frey et les Racingmen Raoul Diagne, Maurice Dupuis, André Riou et Mario Zatelli. Lors de la saison 1940-1941, le club remporte la finale de la coupe de France de la zone libre, avant d'échouer face au champion de la zone occupée, Bordeaux. Lors de la saison 1941-1942, le club accède à la demi-finale de la zone libre.
Le vélo a aussi sa part. Entre le 12 et le 14 juillet 1941 est organisé le 24e critérium du Midi, qui oppose en particulier René Vietto, Antoon van Schendel et Dante Gianello. L'épreuve de déroule entre Toulouse, Narbonne, Rodez et Agen.
Le sport le plus populaire reste le rugby, où rivalisent les clubs de XV, comme le Stade toulousain, qui connaît une éclipse depuis son dernier titre en 1927, et de XIII, comme le Toulouse olympique, où on trouve de talentueux joueurs tels que Robert Barran, Yves Bergougnan et Sylvain Bès. En raison de la guerre, le championnat de rugby à XV est remplacé par la coupe de l'Espérance, remportée le 28 avril 1940 par le Stade toulousain. Mais surtout, à partir de l'été 1940, le régime de Vichy, hostile au professionnalisme dans le monde sportif, décide de réduire l'importance du rugby à XIII. Une commission, où figure un Toulousain, Paul Voivenel, ancien dirigeant du Stade toulousain et ancien président du comité des Pyrénées de rugby, propose le 15 novembre 1940 de l'interdire. Aussi le Toulouse olympique doit-il se convertir au rugby à XV pour continuer à exister.

### Les débuts de la Résistance

#### Premières actions: premiers tracts, premiers journaux clandestins
Les premières actes de résistance sont fondées sur le refus de l'armistice et du nouveau régime. Le 14 juillet 1940, des tracts sont saisis par la police : « Les volontaires de 1792 ont vaincu / Mais alors... il y avait la guillotine pour les Traîtres ǃ ». À l'automne 1940, les tracts distribués par le Parti communiste, clandestin, ne visent cependant pas l'Allemagne, mais plutôt Philippe Pétain, « les forbans de Vichy » et « les fauteurs de guerre », et demandent la libération des responsables communistes emprisonnés, tels Jean Duclos et Félix Brun.

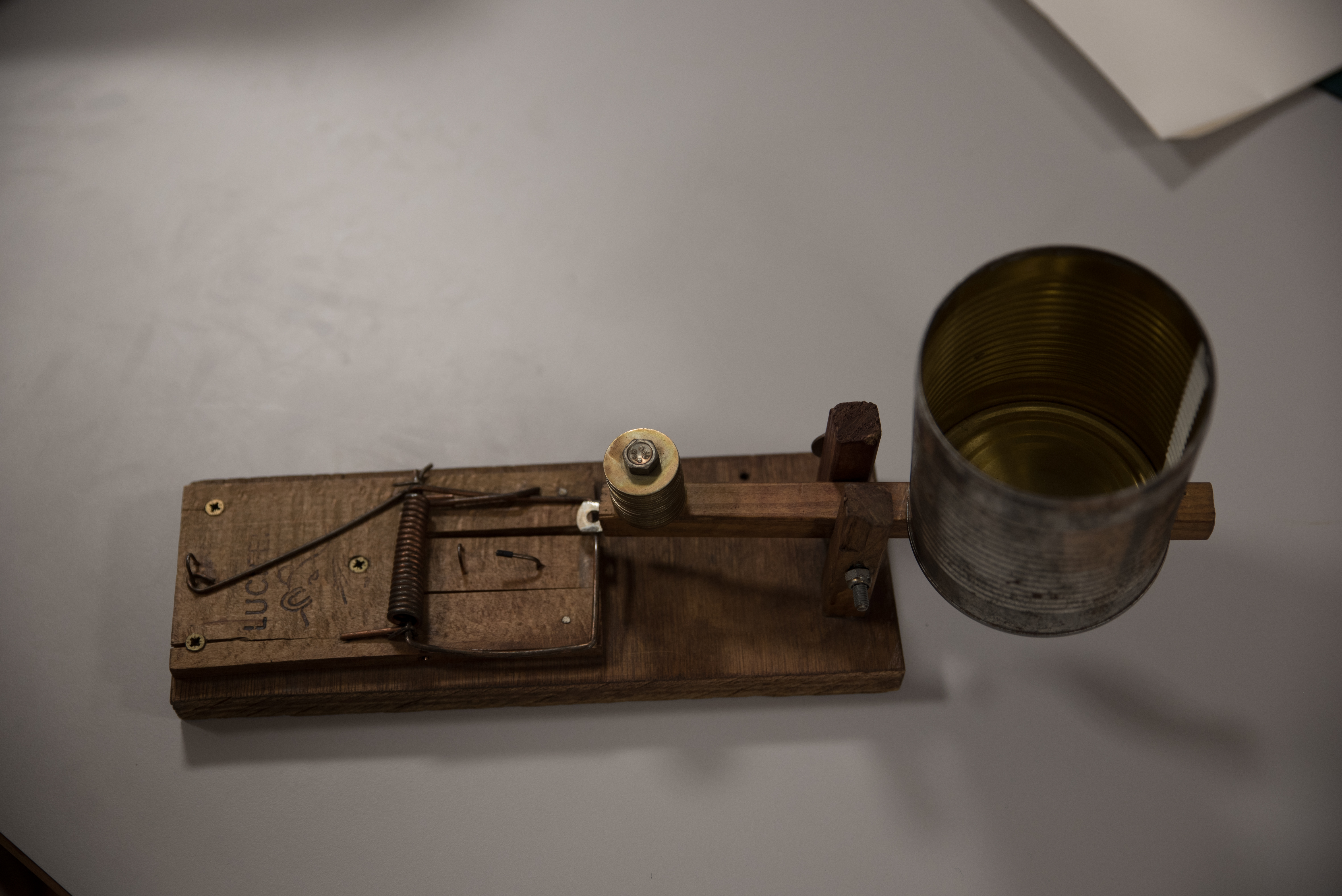
Reconstitution d'une des machines à lancer des tracts utilisée à Toulouse (musée de la Résistance nationale).

Le premier acte de résistance a lieu le 5 novembre 1940, jour de la visite de Philippe Pétain à Toulouse : c'est la première visite officielle du maréchal depuis la signature de l'armistice et le partage de la France en deux zones. Un groupe de sept jeunes gens menés par Marcel Clouet – André et Angèle Delacourtie, Jean Bertand, Yves Bettini, Robert Caussat, Angèle Del Rio –, membres ou sympathisants des Jeunesses communistes souhaite par un coup d'éclat montrer sa désapprobation,. Ils fabriquent des machines à projeter des tracts équipées d'un système à retardement, qui sont lancés lors du passage du maréchal, à l'angle des rues d'Alsace-Lorraine et Duranti (actuelle rue du Lieutenant-Colonel-Pélissier),. Le préfet de région Léopold Cheneaux de Leyritz donne l'ordre d'arrêter les responsables et vise les milieux communistes de la ville : à la suite d'une enquête minutieuse, Yves Bettini et ses parents sont arrêtés le 14 novembre, comme les autres membres du groupe les jours suivants – sauf André et Angèle Delacourtie – et enfermés à la prison Saint-Michel. Ils sont jugés le 19 mars 1941 et condamnés à des peines avec sursis, sauf Yves Bettini qui est condamné à deux ans de prison. Cependant, Angèle Del Rio, Maria et Pierre Bettini sont internés quelques jours après : Pierre meurt quelques mois plus tard au camp du Récébédou. Yves, après avoir été incarcéré à la prison de Nîmes, parvient à s'échapper du train qui le renvoyait en Italie et rejoint un maquis de l'Ain,.
De même, plusieurs journaux continuent à être publiés de façon clandestine, comme l'Humanité, interdite depuis septembre 1939 à la suite de la dissolution du Parti communiste par le décret du 26 septembre.

#### La constitution des premiers réseaux
Les réseaux se constituent progressivement. Ils se regroupent. D'ailleurs, les mêmes personnes se retrouvent souvent dans des organisations différentes. Maurice Jacquier (« Ambroise »), membre en 1941 des Ailes blanches, est aussi au réseau Béryl, à Libération-Sud et enfin au Comité d'action socialiste.
Plusieurs journaux clandestins sont édités par les Résistants. Entre mars et novembre 1941, un petit groupe d'étudiants composé de Georges Oved, Charles Mazières, Jean Delord, Jean Gaches, Gabriel Nahas et Nissim Palacci, font imprimer par Kukowitch un petit journal dactylographié et tiré à quelques dizaines d'exemplaires, Vive la Liberté, qui dénonce la politique de collaboration. En novembre 1941, ils sont tous arrêtés par la police de Vichy et incarcérés à la prison Saint-Michel pour « activités terroristes et communistes » et accusés d'appartenir à une organisation « judéo-communo-anarcho-gaulliste ». Ils sont condamnés à des peines de prison de un à dix ans. Gabriel Nahas, libéré en 1942, poursuit ses activités : tout en travaillant à l'hôpital, il participe à la distribution des journaux Cahiers du Témoignage chrétien et Libération, participe comme adjoint de Marie-Louise Dissard au réseau Françoise, une filière d'évasion vers l'Espagne, et sert d'agent de liaison au réseau Dutch-Paris, avant de rejoindre le maquis de Vabre le 6 juin 1944. Seul Palacci a la malchance d'être envoyé au centre de détention d'Eysses, puis déporté en Allemagne au camp de concentration de Dachau.
Le groupe Bertaux se constitue au printemps 1941 autour de Pierre Bertaux, professeur d'allemand à la faculté des lettres. Le groupe Bertaux compte une quinzaine de membres seulement, mais il est cependant le premier à recevoir le soutien des forces alliées, et particulièrement du Special Operations Executive (SOE), et reçoit des informations et du matériel lors de parachutages organisés à Fonsorbes. Bien structuré, il mène des activités de renseignement, de propagande, de passages ou encore de sabotage. Il est également en contact avec le groupe du musée de l'Homme, animé par Jean Cassou, conservateur de ce musée parisien. En septembre 1941, il recueille Henri Labit (alias « Leroy »), officier de l'armée de l'air travaillant pour le SOE dans le cadre de la mission « Torture » et qui, après un échec en Normandie, s'occupe de former les réseaux d'espionnage dans le sud de la France, entre Bordeaux, Toulouse et Marseille. Ils accueillent ensemble, dans la nuit du 10 au 11 septembre, la mission « Mainmast » B composée de Jean Forman et de Fériou, et des containers d'explosifs, de matériel de sabotage et d'armes individuelles. Mais Jean Forman (alias « Boivieux »), qui est descendu à l'hôtel de France (actuel no 7 rue d'Austerlitz) est rapidement repéré : il quitte la ville avant d'être arrêté.
En avril 1942, le SOE confie au lieutenant britannique Maurice Pertschuk la mission de fonder le réseau « Prunus », d'abord actif dans la région de Montréjeau, puis dans toute la Haute-Garonne. Il mène de multiples activités de sabotage, renseignement, passages clandestins et parachutages d'armes. À Toulouse, le réseau est relayé par de nombreux membres, dont Jean d'Aligny et de jeunes étudiants, comme Jeanine Messerli.
Les premiers réseaux de Résistance s'appuient également sur des mouvements d'entraide et d'assistance aux populations victimes de la guerre. En août 1940, Abraham Polonski (« Monsieur Pol »), ingénieur électricien d'origine polonaise, crée avec David Knout et le rabbin Paul Roitman une organisation sioniste, « La Main forte ». Le groupe apporte des secours aux détenus des camps d'internement de la région. Parmi les membres de cette organisation se trouvent Arnold Mandel et Claude Vigée. Puis il transforme, en janvier 1942, avec Lucien Lublin puis Dika Jefroykin, la Main forte en un groupe militaire juif, l'Armée juive (AJ), dont les membres prêtent serment devant la Bible et le drapeau sioniste bleu et blanc,.
- Libérer et Fédérer

#### Les milieux catholiques
L'archevêque de Toulouse, Jules Saliège, affiche dès 1940 un soutien moral à la politique du maréchal Philippe Pétain : prônant l'apolitisme de son clergé et lui ayant recommandé par le passé de ne pas se mêler des élections, il reste nourri par la doctrine sociale de l'Église et il lui semble y voir des points communs avec l'idéologie de la Révolution nationale. Il n'en a pas moins montré, dès 1933, son hostilité aux théories nazies, particulièrement dans ses positions racistes et antisémites : son attitude se retrouve également chez l'archevêque de Lyon, Pierre Gerlier. Cette position est partagée dans l'entourage le plus proche de Jules Saliège, par Bruno de Solages, recteur de l'Institut catholique, qui fait en 1942 une conférence publique sur l'égalité des races, et Louis de Courrèges d'Ustou, évêque coadjuteur. Le journal diocésain, La Semaine catholique, prend également des positions hostiles à la collaboration, comme le 16 novembre 1941 où le chanoine Louis Vié s'en prend à Joseph Goebbels et aux buts de guerre allemands. À l'évêché, un groupe de militants catholiques se regroupe afin de publier et distribuer clandestinement Témoignage chrétien. Le 27 mai 1942, Charles de Gaulle envoie une lettre à Jules Saliège pour lui proposer de rallier la France libre : elle reste sans réponse, mais les prises de position iconoclastes de l'archevêque restent malgré tout régulièrement reprises par l'entourage de Charles de Gaulle comme le 2 août 1942, lorsque Robert Schumann se fait le relais de Jules Saliège, qui a demandé à faire dire des prières en faveur des ouvriers requis pour la Relève.
Le 23 août 1942, Jules Saliège, choqué par les rapports faits par les représentants des œuvres catholiques qui ont assisté à la déportation des Juifs internés aux camps de Noé et du Récébédou les 8 et 10 août, rédige une lettre pastorale, qui doit être lue en chaire par les curés de l'archidiocèse, et condamne fermement la déportation des Juifs. La lettre, qui connaît une large diffusion et un grand retentissement, est lue à Radio Londres. Le 26 août, l'évêque de Montauban, Pierre-Marie Théas s'engage dans une lettre épiscopale au texte plus clair encore, Et clamor Jerusalem ascendit. Il est suivi le 20 septembre 1942 par l'archevêque d'Albi, Jean-Joseph Moussaron. Le préfet régional, Léopold Cheneaux de Leyritz, s'inquiète de l'accueil fait à ces lettres parmi la population catholique, et demande l'arrêt des déportations. Le 27 août, déjà, Pierre Laval a demandé au pape Pie XII la mise à la retraite de Jules Saliège, ce qui lui est refusé. Finalement, Pierre Laval demande et obtient du chef supérieur de la SS (Höchster SS- und Polizeiführer, HSSPf) en France, Carl Oberg, l'arrêt des déportations.

### La répression

#### Les effectifs policiers
Le régime de Vichy s'appuie sur un appareil policier en forte croissance, dont l'autorité revient au préfet, particulièrement à la suite de la loi du 23 avril 1941 qui étatise la police, jusque là principalement sous autorité municipale. Il est assisté dans son travail par un intendant régional de police. Le recrutement de policiers s'accélère, puisqu'on compte à Toulouse 200 gardiens de la paix en 1940, 450 l'année suivante et 945 en mai 1942.
La police nationale est composée de trois directions générales – les renseignements généraux, la police de sûreté (l'ancienne police judiciaire) et la sécurité publique – auxquelles s'ajoute à partir de juillet 1941 un nouveau corps, les groupes mobiles de réserve (GMR). Ils sont six GMR dans la XVIIe région, dont deux à Toulouse. Ils sont casernés en ville, le GMR Aquitaine à La Cépière et le GMR Languedoc à l'Embouchure, mais ils opèrent dans tout le département. De plus, le préfet a également autorité sur les gendarmes. Au nombre de 244, ils agissent dans la banlieue et les communes de la périphérie toulousaine. Enfin, il existe diverses instances policières spécialisées nouvelles, telle la police aux questions juives (PQJ), dirigée à Toulouse par Serge Kiriloff, la police économique qui surveille le marché noir, et le service des sociétés secrètes (SSS) du capitaine Dulac, qui recherche les francs-maçons.

#### La justice toulousaine
Le 4 juillet 1940, le général Charles de Gaulle, exilé au Royaume-Uni, est jugé par le conseil de guerre de la XVIIe région militaire qui se tient à la cour d'appel. Il est condamné, pour « refus d'obéissance et excitation de militaires à la désobéissance », à 4 ans de prison et 100 francs d'amende. Le verdict, considéré comme trop clément, est annulé : un mois plus tard, Charles de Gaulle est condamné à mort par une cour martiale réunie à Clermont-Ferrand.
La justice toulousaine est confrontée dès 1940 à la forte croissance du nombre des procès, liée à la définition de nouveaux crimes par le régime de Vichy. Le corps des juges applique d'ailleurs sans protestations les lois les plus choquantes, telles les mesures prises contre les Juifs ou les lois rétroactives. Cependant, les règles de la procédure et les droits de la défense sont généralement respectés, débouchant souvent sur des peines relativement légères. Ainsi, les plus sévèrement frappés par la justice sont, avant novembre 1942, surtout les communistes... et les agents au service de l'Allemagne.
La répression touche les Résistants. En novembre 1941, le réseau Bertaux est démantelé à la suite d'imprudences et de trahisons. Plusieurs de ses membres sont arrêtés et condamnés à de lourdes peines de prison.

#### Les camps d'internement
En France, les premiers camps d'internement sont institués en 1939, à la suite de l'arrivée des réfugiés espagnols républicains fuyant la conquête de la Catalogne par les forces nationalistes entre janvier et février 1939. Ils sont peu à peu libérés, sauf ceux qui sont considérés comme dangereux, tels les anarchistes de la division Durruti, concentrés au camp du Vernet. Après la déclaration de guerre, en septembre 1939, les ressortissants allemands et les communistes sont enfermés à leur tour. Ils sont rejoints par les nouveaux internés, ainsi que de nombreux Juifs étrangers.
L'internement administratif est une mesure créée dès le début de la Seconde Guerre mondiale, par le décret-loi « Daladier » du 18 novembre 1939, avant même la mise en place du régime de Vichy. Il est conservé et même aggravé par la loi du 3 septembre 1940, qui permet au préfet de décider l'internement d'une personne sans qu'elle soit jugée ou même laissée libre en l'attente de son jugement. Dans la XVIIe région, le nombre élevé des camps d'internement fait de Toulouse une véritable « capitale de l'internement » : camp du Récébédou à Portet-sur-Garonne, camp de Noé près de Muret, camp du Vernet dans l'Ariège, et camp de Saint-Sulpice-la-Pointe dans le Tarn.
Plusieurs mesures sont prises contre les étrangers, et particulièrement les Juifs étrangers. Ainsi, la loi du 4 octobre 1940 autorise les préfets à les placer  dans des camps spéciaux. De même, les groupements de travailleurs étrangers (GTE) rassemblent réfugiés espagnols républicains et immigrés juifs : dans un état de semi-liberté, ils sont astreints au travail. En 1941, il existe en Haute-Garonne le GTE 562 à Toulouse, le GTE 505 à Clairfont, le GTE 509 à Auzielle et le GTE 513 à Mauzac, puis Muret.
Il existe d'autres personnes victimes de l'internement dans les camps. Ainsi, les acteurs du marché noir, parfois de simples particuliers venus se ravitailler en achetant des produits à la ferme, sont particulièrement poursuivis et internés d'office. Entre 1940 et 1942, ce sont aussi les « indésirables » et les réprouvés de la politique vichyssoise et du programme de Révolution nationale : les souteneurs et les prostituées clandestines, les vagabonds, les nomades et les gitans, les épouses infidèles de soldats prisonniers et leurs « séducteurs ».
Les camps de la région toulousaine sont relativement spécialisés. Le camp de Rieucros est réservé aux femmes. Le camp de Saint-Sulpice-la-Pointe regroupe les internés politiques, mais c'est au camp du Vernet que vont les plus « dangereux », avec de nombreux chefs communistes étrangers. Le camp de Gurs concentre essentiellement des Juifs. En revanche, certaines catégories d'internés sont éloignés : les trafiquants du marché noir sont envoyés à Sisteron, tandis que les repris de justice et les souteneurs vont à Fort Barraux. Les conditions de vie dans les camps sont difficiles : on y meurt de faim et de froid, la saleté et le manque d'hygiène favorisent la propagation des maladies. Cependant, les internés peuvent obtenir des autorisations de sortie, recevoir des visites ou des colis. En février 1941, à l'appel du rabbin René Kapel, la Commission centrale des œuvres juives d'assistance, qui apporte des secours matériels aux Juifs, installe une de ses sous-commissions à Toulouse. L'Œuvre de secours aux enfants (OSE) s'installe à Ours. Le Comité inter-mouvements auprès des évacués (CIMADE), d'inspiration protestante, s'établit près de Gurs.
C'est en partie pour lutter contre l'image déplorable de ces camps que sont créés deux nouveaux camps en région toulousaine : en février 1941, les deux « camps-hôpitaux » de Noé et du Récébédou sont présentés par le ministre de l'Intérieur, Marcel Peyrouton, comme des réalisations de prestige, ouverts aux visites de journalistes étrangers. Le Récébédou est une cité ouvrière inachevée qui, après avoir accueilli des réfugiés belges pendant l'Exode, regroupe 1 600 internés. Noé est construit par des réfugiés espagnols en 1941 et peut recevoir 1 500 personnes, principalement des personnes âgées ou malades. Les deux camps sont rapidement remplis pour moitié d'Espagnols venus des camps d'Argelès, d'Agde et du Vernet, et pour moitié de Juifs étrangers de Gurs. Cependant, les conditions de vie s'y dégradent également et on compte 500 morts pour les deux camps entre février 1941 et octobre 1942. Pendant l'été 1942, la plupart des Juifs sont livrés aux Allemands, transférés au camp de Drancy, puis déportés à Auschwitz. Le 1er octobre 1942, le camp du Récébédou est fermé et ses détenus transférés à Noé.

### La politique antisémite

#### Les statuts des Juifs
Parmi les réfugiés de l'Exode se trouvent de nombreux Juifs, pour la plupart venus de la région parisienne et du nord-est qui, à partir du 27 septembre 1940, ils n'ont pas le droit de retourner en zone occupée. Les Juifs de Bade, du Palatinat et d'Alsace-Lorraine sont également expulsés par les autorités allemandes. Au total, ce sont 6 à 7 000 réfugiés juifs qui s'installent à Toulouse entre juin 1940 et janvier 1941, portant la population juive de la ville à 8 000 personnes environ. En juin 1941, sur 20 000 internés dans l'ensemble des camps français, 12 000 sont juifs : il sont 5 000 à Gurs, 800 au Récébédou, 700 à Noé et 500 au Vernet.
Le préfet régional, Léopold Cheneaux de Leyritz met également en œuvre la politique antisémite du régime de Vichy. Le 2 octobre 1940, il décide l'arrestation et la détention des Juifs étrangers sans ressources. La mesure concerne particulièrement les Juifs allemands de Bade et du Palatinat, d'abord internés au camp de Gurs, les autres Juifs étrangers, environ un millier, étant enfermés à Clairfont, au Récébédou et à Noé. Ceux qui ne sont pas internés ne sont pas libres pour autant : les hommes sont souvent affectés aux Groupements de travailleurs étrangers (GTE). Les plus aisés sont parfois assignés à résidence dans les stations thermales, comme à Luchon, Eaux-Bonnes, Aulus, Argelès-Gazost, Cauterets et Lacaune,.
La petite communauté juive locale, qui compte environ 1 500 personnes, est réduite au silence. Elle est particulièrement visée par le statut des Juifs, promulgué le 3 octobre 1940, leur interdisant toute profession dirigeante dans l'appareil d'État, les grades d'officiers dans l'armée et les emplois dans l'enseignement. Ainsi sont exclus la directrice du lycée de jeunes filles (actuel lycée Saint-Sernin, no 3 place Saint-Sernin), Andrée Falcucci-Franck,, ainsi que plusieurs professeurs des deux lycées et de la faculté des lettres, Juifs réfugiés qui venaient d'obtenir un poste à Toulouse – Ignace Meyerson, Pierre-Maxime Schuhl, Vladimir Jankélévitch et Raymond Aron. Le 2 juin 1941, le second statut des Juifs complète ces premières interdictions. Mais il ne concerne finalement qu'un faible groupe de personnes et ne provoque pas de réelle réaction dans la population toulousaine, pas même dans sa composante juive. La loi du 21 juin 1941 fixe un nombre limité de Juifs dans l'université. La mesure est appliquée à la faculté de droit, où on compte 28 étudiants, et à la faculté de médecine, où ils sont 40 : parmi eux se trouve Léon Schwartzenberg. En revanche, elle est combattue, à la faculté de lettres, par le recteur Paul Dottin, refusant de l'appliquer, et cachant des étudiants tels que l'Autrichien Georges Hahn et le Hongrois Joseph Gabel.
En juin 1941, le recensement des Juifs de Toulouse est confié au maire, André Haon. Il permet d'établir une population de 6 786 Juifs, dont 2 573 Français et 4 213 étrangers. Le 10 juillet 1941, le Commissariat général aux questions juives (CGQJ) installe à Toulouse sa délégation régionale et occupe un local au no 3 rue d'Alsace-Lorraine. Il est dirigé jusqu'en 1943 par Joseph Lécussan, qui cependant entretient de mauvais rapports avec le préfet, Léopold Cheneaux de Leyritz. Il est aidé par la police aux questions juives (PQJ), devenue en juillet 1942 la Section d'étude et de contrôle (SEC) : elle recherche, malgré un certain manque de personnel, les Juifs non-déclarés en infraction. Il faut faire la preuve d'une ascendance non-juive, présenter un certificat de baptême ou un certificat de non-circoncision, délivré par un médecin assermenté de la place Wilson. Puis, le 18 décembre 1941, il devient obligatoire de faire apparaître la mention « JUIF » sur les papiers d'identité. Enfin, la loi du 22 juillet 1941 décrète que la confiscation des biens possédés par des Juifs, français ou étrangers, et qui doivent être confiés à des administrateurs chargés de les vendre. Ils sont aidés, dans certains cas, par les comités d'organisation professionnels, comme ceux des garagistes, de l'imprimerie, de la pelleterie et des agents immobiliers, qui dénoncent leurs membres juifs. C'est pendant l'année 1942 que se produisent la plupart des ventes : à Toulouse, ce sont 224 entreprises et 33 immeubles. Plusieurs cas litigieux et des situations juridiques compliquées provoquent des procès entre le CGQJ et les propriétaires, dans la plupart des cas gagnés par les seconds.

#### Les premiers pas d'une résistance juive

Les bureaux de l'Union générale des israélites de France en 1942.

Le développement d'une résistance proprement juive à Toulouse s'explique d'abord par des raisons géographiques : Toulouse, qui est une des principales agglomérations de la zone non-occupée, présente l'avantage de se trouver à proximité de la frontière espagnole. Cette résistance prend d'abord naissance dans des institutions d'entraide légales. C'est ainsi que se crée le Comité de bienfaisance israélite (actuel no  rue Caffarelli), animé par deux rabbins, René Samuel Kapel et Henri Schilli. Elle a pour but l'aide aux Juifs internés du Midi de la France.
Enfin, en novembre 1941, les Allemands poussent également à la création d'un organisme juif autogéré, l'Union générale des israélites de France (UGIF). Elle a son bureau régional rue Caffarelli et, dirigée par Simon Lourie, elle joue un rôle à travers son centre médico-social, animé par le docteur Jules Hofstein et Eva Cohen. René Simon Kapel y encourage par exemple le parrainage des internés juifs des camps du Midi par des familles juives toulousaines. L'Œuvre de secours aux enfants (OSE) et les Éclaireurs israélites (EI) s'investissent particulièrement dans le secours aux enfants, en ouvrant des refuges et des fermes écoles. Un soutien spirituel est apporté par Moïse Cassorla, rabbin de la synagogue Palaprat (actuel no 2 rue Jean-Palaprat). Ainsi, les fidèles se procurent-ils du pain azyme contre des tickets de rationnement. Enfin, les communistes développent leur propre mouvement, Solidarité, qui fait fonctionner un réseau d'aide aux internés du camp du Vernet.

#### Les déportations de l'été 1942
Le 9 mai 1942, le chef de la police française, René Bousquet, rencontre Reinhard Heydrich afin d'organiser la déportation des Juifs étrangers de la zone occupée. Il propose alors de livrer également les Juifs « apatrides » internés dans les camps de la zone non-occupée. La déportation est donc organisée au début de l'été 1942 par René Bousquet et les chefs des camps d'internement de la région toulousaine, qui dressent les listes des personnes qui peuvent être déportées vers Drancy, puis Auschwitz. L'organisation se fait dans les moindres détails ː elle prévoit la mise en place d'un important appareil policier, de policiers et de gendarmes français, devant assurer le maintien de l'ordre ; la destination ne doit pas être connue des internés, qui doivent croire à un simple changement de camp ; le transport se fait dans des wagons à bestiaux, garnis de paille, d'un broc d'eau, d'une lampe-tempête et d'un seau pour les besoins corporels. La déportation se fait en trois vagues : les 9 et 14 août, les internés des camps de Noé et du Récébédou ; le 25 août, les Juifs pris dans les GTE ; les 2 et 25 septembre, les Juifs étrangers raflés dans toute la zone non-occupée. Le bilan est de 1052 victimes, dont 3 Juifs français.
Ainsi, au début du mois d'août, 165 internés du camp de Noé sont regroupés avec 175 internés du Récébédou. Le 8 août, ils sont conduits, à pied et dans des conditions difficiles, jusqu'à la gare de Portet-Saint-Simon où, regroupés avec 865 autres détenus venus des autres camps de la région toulousaine, ils sont embarqués dans 11 wagons. Leur convoi parvient le 9 août à Drancy, et le 12 à Auschwitz par le 17e convoi. Un second convoi est organisé dans les jours qui suivent : 120 internés de Noé et du Récébédou, rejoints par la suite par 600 Juifs des camps de la région méditerranéenne, parviennent à Drancy le 12 août et à Auschwitz deux jours plus tard par le 18e convoi.
Le 18 août, le préfet Léopold Cheneaux de Leyritz reçoit l'ordre de regrouper les Juifs apatrides des GTE et de les déporter avec leurs familles. Ce sont 84 Juifs de Septfonds et 62 de Penne-d'Agenais qui sont amenés à la gare Matabiau pour prendre la direction de Drancy. Enfin, le 26 août est organisée dans toute la zone non-occupée une grande rafle des Juifs apatrides restés en liberté. En Haute-Garonne, la police dénombre 300 personnes à arrêter ː elle ne capture finalement que 130 adultes et 40 enfants. Le dernier convoi, du 25 septembre, comprend 190 personnes, dont 90 internés du Vernet.
Les milieux d'entraide juifs se mobilisent également rapidement. Georges Garel et Lederman, responsables de l'OSE, prennent contact avec Jules Saliège, qui les oriente vers son coadjuteur, Courrèges, et Mlle Thèbes, directrice de l'Institution Sainte-Germaine. En quelques jours, une vingtaine d'enfants sont cachés sous de fausses identités dans des familles en relation avec l'OSE. Pendant l'été, ce sont finalement presque 300 enfants du Midi toulousain qui sont cachés par l'organisation. Les Éclaireurs israélites mettent aussi en place une nouvelle structure d'évasion, la Sixième (c'est-à-dire, par dérision, la « 6e direction » de l'UGIF, qui n'en comptait que cinq) et s'investissent dans la création de faux papiers. Ils permettent de sauver environ 900 enfants.
Mais, en fin de compte, c'est l'indignation soulevée dans les milieux catholiques à la suite de la publication des prélats français – Jules Saliège, Jean-Joseph Moussaron et Pierre-Marie Théas, mais aussi Pierre Gerlier, archevêque de Lyon, et Jean Delay, évêque de Marseille – qui pousse Pierre Laval et les autorités du régime de Vichy à décider l'arrêt des déportations. À Toulouse, cette pause dure jusqu'aux déportations organisées par les forces allemandes à partir de juin 1943.

## L'occupation de Toulouse: novembre 1942-août 1944
Le 11 novembre 1942, à la suite du débarquement des Alliés en Afrique du Nord, la zone non-occupée est envahie par les forces allemandes. Les premières unités de la Wehrmacht font leur entrée dans Toulouse dans l'après-midi. Il se met en place un système complexe de services et de pouvoirs complémentaires et concurrents.

### Les structures allemandes

#### La Wehrmacht

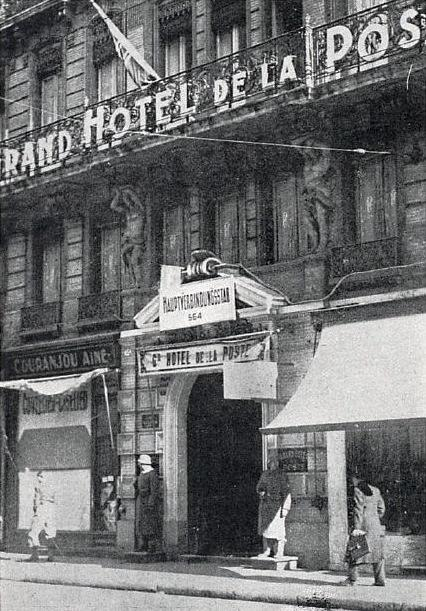
Le Grand Hôtel de la Poste, siège de la Wehrmacht en 1943.

La Wehrmacht divise la France-Sud en six territoires administratifs, correspondant aux préfectures régionales de Vichy, sous l'autorité d'un état-major de liaison supérieur (Hauptverbindungstab, HVS) : à Toulouse, le HVS 564, dont les limites correspondent à la XVIIe région française, est placé sous le commandement du général Hans-Georg Schubert (11 novembre 1942-3 mai 1944), puis du général Otto Schmidt-Hartung (3 mai-20 août 1944), et installé au Grand Hôtel de la Poste (actuel no 38 rue d'Alsace-Lorraine). Le HVS est lui-même subdivisé en états-majors de liaison départementaux (Verbindungstäbe, VS) : à la Haute-Garonne correspond le VS 626, installé à l'École normale (actuels no 3-5 rue Saint-Jacques), à proximité de la préfecture. Le HVS s'occupe essentiellement de l'administration, de l'occupation et des rapports avec les autorités françaises. Il maintient en particulier la fiction d'une « zone libre » sous la seule autorité de Vichy, les troupes allemandes n'étant ici pas des forces d'« occupation », mais d'« opération ».
Les besoins de logement pour les soldats sont importants et la Wehrmacht occupe les différentes casernes toulousaines, des établissements scolaires, la cité universitaire, l'hôpital de Purpan, mais aussi le camp du Récébédou. Le Soldatenkino, salle de cinéma réservée aux troupes allemandes, occupe le Gaumont-Palace (actuel Pathé Wilson, no 3 place Wilson). La Wehrmacht investit également la moitié de la prison Saint-Michel.
Le commandement du groupe d'armées (Heeresgruppe) D, puis G, est chargé des opérations militaires. Il est placé sous la direction du général Johannes Blaskowitz et basé à Rouffiac-Tolosan, les troupes occupant les maisons et les châteaux de la campagne toulousaine, tandis que Johannes Blaskowitz s'installe à La Cédraie sur la place du village (actuel no 12 place des Ormeaux).
Enfin, la Feldgendarmerie, qui forme la police militaire de la Wehrmacht, est installée à l'hôtel Faga (actuel boulevard de Bonrepos) et à l'hôtel du Progrès (actuels no 8-10 rue Rivals). En plus de ses missions habituelles, elle prend une part active dans les missions de traque de Juifs.

#### La Sipo-SD et la Gestapo
Depuis 1939, la police de sûreté (Sicherheitspolizei, Sipo) et le service de sécurité (Sicherheitsdienst, SD), le service de renseignement et de maintien de l'ordre de la Schutzstaffel (SS), sont réunis sous la même autorité. En France-Nord et Sud, la Sipo-SD dépend du commandement de la SP et de la SD (de) (Befehlshaber der Sicherheitspolizei und des Sicherheitsdienst, BdS) de Paris : la ville de Toulouse est le siège d'un des dix-sept commandos de la SP et de la SD (Kommandos der Sicherheitspolizei und des Sicherheitsdienst, KdS), dont le ressort correspond à la XVIIe région française. Il est dirigé, entre novembre 1942 et juin 1943 par le capitaine Helmut Petzek, entre juin et décembre 1943 par le lieutenant-colonel Rudolf Bilfinger (de), et entre décembre 1943 et août 1944 par le colonel Friedrich Suhr.
Les services de la Sipo-SD sont regroupés en plusieurs sections : la section I s'occupe de l'administration, des finances et du personnel, la section IV des actions de répression contre les Juifs, les communistes et les gaullistes, la section V des affaires criminelles et du marché noir, la section VI des renseignements et des partis politiques. La section IV – la Gestapo – joue un rôle particulièrement important ː elle est dirigée entre 1942 et 1944 par le capitaine Karl-Heinz Müller (de). Les différentes sections occupent plusieurs immeubles des quartiers du Busca, dans la rue Maignac (actuels no 1, 2 et 15 rue des Martyrs-de-la-Libération), et des Chalets, dans la rue du même nom (actuel no 36) et dans la rue Raymond-IV (actuel no 49), et dans le quartier Lafayette, à l'hôtel de l'Ours Blanc (actuel no 3 rue d'Austerlitz) et au Grand Hôtel Capoul (actuel no 13 place Wilson).
Les effectifs de la Sipo-SD toulousaine restent cependant relativement limités : on compte 192 Allemands pour le KdS Toulouse, 108 dans la ville-même. Il existe également quatre services extérieurs ouverts à Agen, Cahors, Montauban et Tarbes, ainsi que deux commissariats aux frontières à Foix et Pau. Le service s'appuie sur d'autres forces allemandes, particulièrement les unités de la SS et de la Feldgendarmerie. Elle recourt également à un nombre important d'informateurs français, bien rétribués : plutôt jeunes (environ 25 ans en moyenne), ils sont souvent issus des milieux populaires et des petites classes moyennes (employés de banque, agents d'assurances, mais aussi receveuses des transports, femmes de ménage, serveuses de cafés). Il existe également une Milice locale, forte de 900 personnes en Haute-Garonne ː dans les effectifs, ces agents français sont d'ailleurs majoritaires.

#### Les autres structures
Diverses structures allemandes agissent également à Toulouse : la Commission de contrôle de l'armistice (Waffenstillstandskommission), chargée de surveiller l'application de la convention d'armistice de 1940, le désarmement de l'armée française et, surtout, la production des usines d'armement toulousaines, est placée sous la direction du major Hellers et installée à l'hôtel Victoria (actuel no 14 boulevard de Bonrepos). Le Consulat général, qui gère les intérêts des citoyens allemands, est confié à un diplomate, le docteur Gregor et occupe le Grand-Hôtel (actuel no 31 rue de Metz). Enfin, le Service du travail (Arbeitseinsatz) de Fritz Sauckel définit les besoins allemands pour la Relève, à partir de mai 1942, remplacée en février 1943 par le Service du travail obligatoire. Elle soutient également l'action de l'Organisation Todt.

### La vie politique

#### Les partisans de la Collaboration
- Légion des volontaires français (LVF), 32 rue de Metz

### La vie quotidienne

#### La mise au pas de l'économie toulousaine
L'échec de la Relève dans la région toulousaine irrite le représentant du bureau allemand de la main-d'œuvre étrangère, qui réclame des mesures coercitives contre les ouvriers défaillants. Il est soutenu par le préfet régional, Léopold Cheneaux de Leyritz, qui met en place des sanctions sévères contre les absents et les truqueurs, qui se révèlent rapidement efficaces. Surtout, les 5 et 16 février 1943, le gouvernement institue le Service du travail obligatoire (STO) : la limitation des exemptions permet le recrutement d'environ 3 000 travailleurs à Toulouse, 5 à 8 000 en Haute-Garonne. Léopold Cheneaux de Leyritz met en place des mesures qui visent à séduire la population, comme la création d'associations qui octroient des avantages aux familles des requis au STO.
Le nombre des réfractaires n'est cependant pas connu avec certitude : durant le printemps et l'été 1943, il représente probablement 40 % des travailleurs demandés par Léopold Cheneaux de Leyritz... qui s'applique donc à convoquer des effectifs bien supérieurs que ceux qu'on lui demande pour répondre aux exigences. Le nombre des réfractaires progresse sensiblement à partir de septembre 1943, devenant largement supérieur à celui des partants. Les réfractaires, quant à eux, s'éloignent de Toulouse et partent généralement à la campagne, ou se procurent de faux papiers. D'autres passent clandestinement en Espagne pour rejoindre l'Afrique du nord. De toute façon, la recherche des réfractaires, trop nombreux, dispersés et largement soutenus par la population, est assez inefficace. Ainsi, on ne compte entre 1942 et 1944, pour toute la XVIIe région, que 262 réfractaires arrêtés, qui sont internés généralement au camp du Vernet.
Finalement, le 17 septembre 1943 sont signés les accords Speer-Bichelonne qui reposent sur l'idée du ministre de l'Économie, Jean Bichelonne, acceptée par le ministre de l'Armement allemand, Albert Speer, de « protéger » et soutenir le développement des entreprises françaises travaillant au service de l'Allemagne, tout en accordant à leurs ouvriers une exemption au STO : ce sont les S-Betriebe (« entreprises Speer »). Le 22 octobre 1943, une circulaire est envoyée dans ce sens par Albert Speer au commandement de l'équipement de Toulouse (Rüstungkommando), à l'état-major de liaison avec la commission d'armistice et aux chefs d'entreprises toulousains. C'est un succès, nombre de chefs d'entreprises demandant le classement « S » : la première liste, dressée en 1943, est plusieurs fois complétée, et on compte à Toulouse 73 usines et ateliers en février 1944, 167 le mois suivant. On y trouve les grandes entreprises de la chimie, de l'armement et de l'aéronautique : l'ONIA, la Poudrerie nationale et la Poudrerie du Fauga, la Cartoucherie, ainsi que les usines Breguet à Montaudran, la SNCASE aux Ponts-Jumeaux, Latécoère à Périole, Air France à Blagnac, l'usine de Saint-Martin-du-Touch et les bureaux d'étude Junker à Saint-Éloi. Il faut y ajouter de nombreuses entreprises plus petites, à Toulouse ou dans le département, telles que les firmes Berliet et Japy, la Société des hauts fourneaux de la Chiers, les Constructions mécaniques du Midi, les Aciéries de Toulouse, la Manufacture des glaces de Saint-Gobain, la Lyonnaise des Eaux, les Charpentiers réunis, l'Avenir du bâtiment, le Marché coopératif des cuirs, la menuiserie Auriach...
Les travailleurs se pressent également pour être embauchés dans les S-Betriebe. Les usines de Blagnac fournissent plusieurs centaines d'appareils et des avions prototypes Bloch. La SNCASE fait des réparations sur les avions Junker, les usines Breguet et Latécoère, fermées au début de 1943, ouvrent à nouveau, la Poudrerie fournit 70 tonnes de poudre par jour, la Cartoucherie fabrique des douilles pour l'armée roumaine, l'ONIA produit du sulfate de cuivre échangé par les Allemands en Espagne. Dans l'usine Latécoère, la firme Junker construit deux prototypes du Meteor, une fusée balistique.
À partir de 1944, la production décroît, grâce au travail au ralenti et au sabotage, soutenus sinon organisés par la Résistance. En juillet 1944, un mois avant la Libération, la Cartoucherie qui doit livrer un million de douilles n'en fournit que 40 000. Aux usines Latécoère, les prototypes Junker sont détruits par l'action d'un commando de Résistants bordelais, l'Organisation civile et militaire (OCM). Aux usines de Saint-Martin-du-Touch, les mécanismes des hélices des avions Dewoitine sont rendus inutilisables.

#### Pénuries, rationnement et marché noir
Les difficultés d'approvisionnement que connaît Toulouse, rendues plus aigües depuis la sècheresse de l'été 1942 qui se poursuit jusqu'à l'été 1943, se prolongent les années suivantes. La présence des troupes allemandes, qu'il faut aussi approvisionner, renforce les difficultés. Au début de l'année 1943, la pénurie de lait est complète. Au printemps, la soudure est difficile. En 1944, la situation n'est guère meilleure : si les conditions météorologiques sont bonnes, les réquisitions allemandes d'une part, et l'action des Résistants d'autre part (sabotage des voies de communication, destruction des récoltes par certains maquis), désorganisent l'approvisionnement.
La crise touche aussi le logement. Le surpeuplement de la ville, le manque de matériaux nécessaires à la construction ou à la rénovation des logements, mais aussi la création de nouvelles administrations par les autorités de Vichy et par les forces d'occupation, accélèrent la dégradation, voire le délabrement du parc immobilier toulousain. Dans le domaine de l'énergie, les pénuries sont fréquentes. Les logements sont mal chauffés. À cause du manque d'essence, les voitures sont équipées de tubes à gazogène, les fiacres hippomobiles, appelés « citadines », sont réutilisés, et les vélos-taxis apparaissent. Le long du canal du Midi, ce sont à nouveau les chevaux qui tirent les péniches : son trafic baisse de moitié, mais son importance est d'autant plus cruciale qu'il prend une place centrale dans le ravitaillement de la ville.

#### Les loisirs
Les bistrots et les cafés restent très fréquentés par la population. Si plusieurs cafés ont été réquisitionnés par les autorités allemandes, comme le café Lafayette (actuel no 15 place Wilson) et le café Sion (actuel no 3 bis boulevard de Strasbourg), les terrasses des autres ne désemplissent pas. Les Résistants n'hésitent d'ailleurs pas à s'y retrouver. Ainsi, c'est à la terrasse d'un café de la place du Capitole qu'est rédigé le manifeste de Combat. Jean Cassou et ses camarades aiment aussi se retrouver au Père Léon (actuel no 2 place Étienne-Esquirol). En 1943, à la terrasse du café-restaurant de l'Ours blanc (actuel no 2 rue Victor-Hugo), fréquenté par la Gestapo, Jean Cassou manque d'être arrêté... parce que suspect d'être juif.

#### Les bombardements
La ville de Toulouse est, à partir de 1944, la cible de plusieurs raids de bombardement, qui visent principalement les infrastructures stratégiques, et particulièrement les usines de fabrication d'armement et de construction aéronautique, ainsi que les différents aérodromes de la ville.
Le premier bombardement a lieu dans la nuit du 5 au 6 avril 1944. En quatre vagues, une quarantaine de bombardiers de la Royal Air Force britannique, ayant décollé d'Afrique du Nord, cible les usines Breguet de Montaudran et les usines de Saint-Martin-du-Touch. La DCA allemande, installée sur les coteaux de Pech David, abat un bombardier britannique et tue ses 6 occupants. Le bombardement détruit 80 % des installations aéronautique, mais il fait également du côté de la population civile 22 morts et 45 blessés, et laisse un millier de personnes sinistrées.
Le deuxième bombardement a lieu dans la nuit du 2 au 3 mai, à 1 heure environ. En sept vagues, une centaine de bombardiers vise les usines de l'ONIA, de la Poudrerie et les usines de Saint-Martin-du-Touch. La DCA allemande postée à Pech David est détruite mais, des fusées éclairantes ayant été lancées par les Allemands depuis des quartiers habités, afin de tromper l'aviation alliée, des maisons sont également touchées. Le bombardement fait 45 tués et 65 blessés dans la population.
Le troisième bombardement a lieu le 25 juin 1944. Il vise les aéroports de Blagnac et Francazal. Le quatrième bombardement a lieu le 12 août et vise des dépôts d'essence. Ils ont lieu tous les deux de jour. La défense anti-aérienne ayant été totalement détruite le 25 juin, la résistance allemande est inexistante. Les dégâts sont importants, plusieurs soldats allemands sont tués, mais il n'y a pas de victime civile.

### Les persécutions antisémites

#### Arrestations et déportations
Entre novembre 1942 et juin 1943, la Gestapo toulousaine se montre peu active dans la poursuite des Juifs. Elle ne trouve d'abord que peu de soutien de la part des autorités françaises : après les troubles causés dans l'opinion publique, et particulièrement dans les milieux catholiques, par Jules Saliège et les prélats de la zone non-occupée entre août et septembre 1942, le préfet régional, Léopold Cheneaux de Leyritz, est réticent à la participation de la police et de la gendarmerie à ces opérations. Ainsi, le 9 septembre 1943, à Toulouse, les policiers français n'arrêtent que 10 % des Juifs qu'on leur a ordonné de capturer. Cependant, dans le cas des Juifs arrêtés par la police et la gendarmerie françaises pour des faits de Résistance, leur détention en prison aboutit généralement à leur capture par les Allemands. Enfin, la police allemande s'appuie sur un réseau de dizaines d'informateurs et de délateurs : les archives de CGQJ conservent une vingtaine de lettres de dénonciation, celles des Allemands étant perdues.
La Gestapo arrête principalement des Juifs coupables de petits délits, pour de fausses cartes d'identité ou la participation au marché noir. Dans les cas de Juifs arrêtés pour des faits de Résistance, la déportation touche non seulement les Résistants eux-mêmes, mais aussi toute leur famille. En octobre 1943, la Gestapo, à la recherche d'Alexandre Vacharsky, membre du réseau Béryl, et ne le trouvant pas à son domicile, au 116 route de Balma (actuelle avenue Jean-Chaubet), arrête son épouse et sa fille de 18 mois : Alexandre Vacharsky ayant proposé de se rendre en échange de leur libération, ils sont finalement tous déportés – la fille et la mère meurent gazées le 23 novembre 1943. Les arrestations sont d'ailleurs souvent brutales : résistant aux policiers allemands, Mme Isaac est abattue dans la salle de bains de son appartement de la rue de Bayard.
Le 30 mai 1944, les SS organisent la déportation des derniers Juifs du camp de Noé, 175 personnes qui avaient jusque là été considérées comme intransportables.
Les arrestations sont parfois motivées par l'appât du gain. En juin 1943, trois agents de la Gestapo toulousaine vont à Lacaune, dans le seul but de récupérer des bagages laissés à la mairie par 120 Juifs déportés depuis le 25 août 1942.
Les Juifs arrêtés sont enfermés dans divers lieux. Les femmes, les enfants et les hommes jugés peu dangereux sont détenus à la caserne Caffarelli, les autres à la prison Furgole. Ces derniers y subissent parfois les tortures du sergent Oskar Rau, de la section IV. C'est seulement lorsque le nombre des prisonniers est suffisant qu'un convoi est formé pour rejoindre Drancy.
Nombre de Juifs sont également exécutés sur place. En mai 1943, à la suite d'une tentative d'évasion d'un prisonnier juif à la caserne Caffarelli, ayant entraîné la mort d'un SS, 15 Juifs sont conduits à Miremont pour y être fusillés.
Entre novembre 1942 et juillet 1944, le bilan des déportations est lourd. Pour le département de la Haute-Garonne, ce sont 961 victimes, réparties en 28 convois. S'il n'y avait que 3 Français déportés durant l'été 1942, ils sont en revanche 273 entre 1943 et 1944.

#### Les Juifs sauvés
Après les déportations de l'été 1942, les Juifs de la région toulousaine, Français ou étrangers, mettent en place de nouvelles stratégies afin d'échapper à la surveillance policière. Dans un premier cas, ils cherchent à partir à la campagne, dans un village isolé, avec le risque toutefois d'être rapidement repéré par la population : ainsi, le docteur C. s'installe-t-il avec son épouse et sa jeune fille à Saint-Pierre-de-Trivisy (Tarn), et obtient-il la protection du brigadier de la gendarmerie. D'autres Juifs choisissent de profiter de l'anonymat des grandes villes pour s'y cacher : la famille H. quitte ainsi Toulouse pour Lyon, où ils sont inconnus et où de faux papiers leur donnent une nouvelle identité, leur permettant d'échapper à la déportation jusqu'à la libération de la ville. Certaines personnes choisissent de changer constamment de logement, ne restant jamais plus que quelques jours, comme la famille J. Enfin, jusqu'en juillet 1943, de nombreux Juifs choisissent de se réfugier dans le sud-est de la France, dans la zone d'occupation italienne où ils sont protégés des visées allemandes, mais aussi vichystes.
Il devient nécessaire de se procurer de fausses cartes d'identité. La production de faux papiers est réalisée par des Résistants, tel Achille Auban, militant de Libérer et Fédérer. À Moissac (Tarn-et-Garonne), la mairie fabrique des centaines de cartes d'identité pour les Éclaireurs israélites, qui les dispersent dans toute la région.
L'aide apportée par la population française non-juive devient sensible à partir de l'été 1942. Des familles se consacrent à accueillir et cacher des Juifs, comme à Toulouse, où la famille V. garde une petite fille juive pendant deux ans ou Jean-François et Henriette Labro, parents du jeune Philippe Labro, dont la maison pourtant réquisitionnée pour loger un officier SS sert aussi de cachette à des Juifs, notamment la famille de Maurice Bernart. Dans de nombreux cas, ceux qui se cachent sont couverts par le silence des voisins, comme à Saint-Pierre-de-Trivisy ou Pechbonnieu, où les époux Lucien et Blanche Robène protègent des Juifs, dont Clara Goldschmidt, épouse d'André Malraux, au vu et au su des habitants du village, sans être dénoncés,.
Le clergé catholique toulousain joue un rôle non négligeable dans la protection des Juifs, dans un diocèse où l'influence de l'archevêque, Jules Saliège, se fait sentir. Ainsi, les prêtres cachent les Juifs dans leurs presbytères, comme à Vacquiers (Haute-Garonne), les religieux et les religieuses dans leurs couvents, comme les Dominicaines de la rue Furgole (actuel no 2), les enseignants catholiques dans leurs écoles. Plus loin, Denise Bergon, directrice de l'école du couvent Notre-Dame-de-Massip à Capdenac-Gare (Aveyron) cache 83 enfants juifs, mêlés aux autres élèves, avec l'appui de l'inspecteur d'académie, anticlérical notoire, et la neutralité de l'évêque de Rodez, Charles Challiol, pourtant pétainiste.
L'OSE et les EI poursuivent leurs activités, après les premiers succès de l'été 1942. L'OSE, qui se déplace à Lyon, poursuit son travail dans la région toulousaine, où 400 enfants environ sont cachés.
Le Service d'évasion et de regroupement des enfants (SERE) permettent d'organiser des réseaux d'évasion vers l'Espagne. Il s'agit d'abord de réunir de l'argent, car le passage coûte cher – généralement 5 000 francs par personne. Les enfants sont, après le passage de la frontière, pris en charge par l'American Jewish Joint Distribution Committee (JDC), qui leur permet d'émigrer en Palestine mandataire. Mais le 17 mai 1944, Léo Cohn, aumônier des EI, est arrêté.

### Le développement de la Résistance
Toulouse devient de fait, par son ancrage républicain et socialiste, et par sa situation géographique et l'afflux de réfugiés, dont de nombreux militants politiques, républicains espagnols, opposants aux régimes fascistes, le cœur de nombreux réseaux de résistance. Le groupe Bertaux, créé par Pierre Bertaux et Silvio Trentin, le réseau Françoise, dirigé à partir de 1943 par Marie Louise Dissart, et plusieurs groupes armés, dont les FTP-MOI, les Forces Françaises de I'Intérieur de la Haute Garonne qui seront dirigées par Jean-Pierre Vernant, prennent forme, s'organisent et agissent pour la libération,.
Les différents réseaux, mouvements et groupes de la Résistance toulousaine commencent également à se rapprocher à partir de 1943. François Verdier, le chef régional des Mouvements unis de la Résistance (MUR), en est un des artisans. Il est cependant arrêté en décembre 1943, torturé et exécuté – son corps mutilé est retrouvé dans la forêt de Bouconne un mois plus tard, le 27 janvier 1944.
Les actions de type militaire (sabotages, embuscades, exécutions) sont de plus en plus nombreuses, particulièrement à la veille du débarquement et en vue de la Libération. Cependant, alors que les besoins en armes et en matériel augmentent, le nombre de parachutages reste toujours aussi insuffisant.
Le 2 janvier 1944, le chef de la Gestapo, l'Obersturmführer Messak, est muté à Nice. Marcel Taillandier, chef du réseau Morhange, informé par un agent infiltré, Pierre Saint-Laurens, décide de l’intercepter et de le kidnapper. Quatre résistants déguisés en gendarmes dressent un barrage sur la route nationale 113, au carrefour des Monges, entre Deyme et Mongiscard, tandis que d'autres résistants sont en embuscade : Messak est tué, tandis que les résistants saisissent de nombreux papiers, dont un organigramme de la Gestapo de Toulouse et une liste de collaborateurs et de dénonciateurs toulousains.
Le 1er mars 1944, trois résistants lot-et-garonnais – Rosine Bet, Enzo Godéas et David Freiman –, membres de la 35e brigade FTP-MOI, mènent un attentat contre les soldats allemands au cinéma des Variétés (actuel no 9 allées du Président-Franklin-Roosevelt), qui diffuse deux films de propagande nazie, le Juif Süss et la Libre Amérique. Ils doivent, après avoir assisté à la séance du soir, laisser sous les fauteuils une bombe à retardement qui doit détruire le cinéma dans la nuit. Mais elle explose entre les mains de David Freiman, tué sur le coup, faisant plusieurs blessés parmi les spectateurs. Rosina Bet et Enzo Godéas, grièvement blessés eux-mêmes, sont arrêtés, conduits à l'Hôtel-Dieu et interrogés par la police française. Rosina Bet meurt le 3 mars des suites de ses blessures, tandis qu'Enzo Godeas, emmené à la prison Saint-Michel pour y être torturé, est condamné à mort et exécuté le 22 juin. Le 1er avril 1944, un attentat est mené contre un tramway transportant des soldats allemands.
Le 28 juin 1944, sept jeunes résistants de l'Armée secrète – Henri Hilaire, Bernard Méric, René Vaïsse, Raymond Verdier, Rolland Vidal, Pierre Coupeau et René Peter – viennent récupérer des armes dans la cave d'une maison du quartier de la Roseraie, avenue Joseph-Le Brix (actuel no 22). C'est un piège tendu par la police allemande et ils sont immédiatement abattus – ils sont connus comme les « martyrs de la Roseraie ».

#### Le cas de la Résistance juive
Le courant sioniste est représenté dans la Résistance juive. Dès 1940, David Knout a fondé la Main forte. Elle devient par la suite l'Armée juive, qui prend de l'ampleur avec l'adhésion de militants de jeunesse, comme Simon Levitte, et de rabbins, comme Simon Kapel et Nathan Hosanski. Certains membres de la Résistance juive se dirigent vers les maquis : l'« escadron blanc-bleu », formé par l'Armée juive, et la « compagnie Marc-Haguenau » des Éclaireurs israélites, intègrent le corps-franc de la Montagne Noire, dans le Tarn.

#### La Résistance au lycée et à l'université

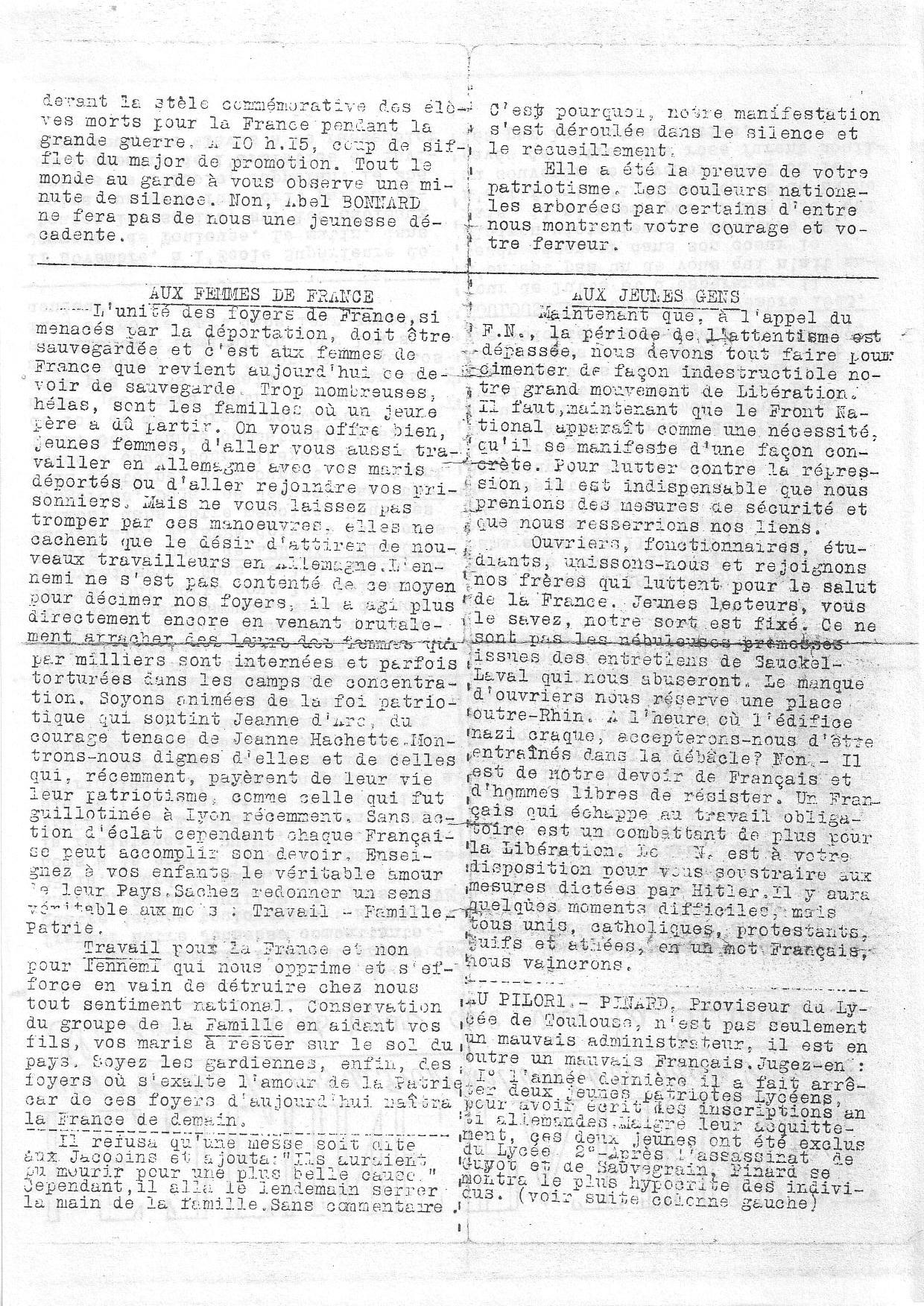
Le Jeune Patriote, tract distribué au lycée de garçons (actuel lycée Pierre-de-Fermat) en novembre 1943 (coll. pers.).

Le lycée de garçons compte 2 700 élèves en 1940, 2 564 à la fin 1942. Les classes préparatoires, si elles comptent quelques pétainistes et sympathisants de la Milice, sont plutôt favorables aux gaullistes ou aux socialistes. Ils reçoivent l'approbation de plusieurs enseignants, comme Pradines, professeur de philosophie, ou Plandé, professeur d'histoire, qui avertit les élèves juifs. Certains personnels du lycée s'engagent activement dans la Résistance, comme Jean-Pierre Vernant, professeur de philosophie et chef départemental des FFI, Raymond Badiou, professeur de mathématiques, Paul Debauges, professeur de mathématiques, membre de Libérer et Fédérer, puis du comité départemental de libération, Henri Docquiert, maître d'internat et membre du Comité d'action socialiste, A. Rey, Jeanne Sévènes, secrétaire du proviseur, qui effectue des liaisons et prévient les membres du personnel menacés d'arrestation.
Plusieurs élèves mènent des actions concrètes. À la fin de l'année 1942, un groupe de neuf élèves, dont Bruno Trentin, fils de Silvio Trentin, Francis Naves, fils de Raymond Naves, et Philippe Viguier, fils d'Eugène Viguier, chef départemental de France au combat, fondent le Groupe insurrectionnel français (GIF). Ils distribuent des tracts, détruisent des portraits de Philippe Pétain, tracent des croix de Lorraine dans la rue Lakanal. Le 13 décembre 1942, ils sont arrêtés par la police et incarcérés à la prison Saint-Michel : un mois plus tard, le 15 janvier 1943, ils sont condamnés à plusieurs jours de prison et de fortes amendes, puis sont exclus du lycée sur décision du Secrétaire d'État à l'Éducation nationale, Abel Bonnard.
L'année 1943 marque un tournant dans l'histoire du lycée de garçons. Tandis que certains élèves sont requis pour le service du travail obligatoire (STO), d'autres se cachent ou partent au maquis. Edmond Guyaux, élève en classe préparatoire à l'École coloniale, et Jacques Sauvegrain, élève de mathématiques spéciales, membres du groupe Bir-Hakeim de l'Armée secrète, qui a établi son maquis dans l'Hérault, sont arrêtés par la Gestapo près de Douch, condamnés à mort et exécutés le 8 novembre 1943, leurs corps jetés dans le charnier de Bordelongue (emplacement de l'actuel no 274 route de Seysses). Malgré l'interdiction, une messe du souvenir est célébrée en leur mémoire dans la chapelle du lycée par l'aumônier, l'abbé Cistac. Un autre élève résistant, G. Belchun, est torturé par la Milice, rue Fourtanier.
Le 3 mars 1944, un élève de troisième, juif, Jean Bloch, est arrêté par la Gestapo : déporté à Auschwitz, il meurt le 17 avril 1945 dans le massacre de Koselitz,.
Au lycée de jeunes filles (actuel lycée Saint-Sernin, no 3 place Saint-Sernin), la directrice, Andrée Falcucci, a été révoquée comme juive dès 1940. Plusieurs professeures, telles Mlle Demongeot et Mme Manent, sont actives dans la Résistance.

#### La résistance intellectuelle
L'œuvre intellectuelle du mouvement Libérer et Fédérer, animé par Silvio Trentin, présente une doctrine originale. Elle est en partie reprise dans le manifeste de Combat, rédigé à Toulouse par Henri Frenay, Claude Bourdet et André Hauriou. En 1944, Daniel Faucher, Étienne Borne et Vladimir Jankélévitch, représentant l'humanisme laïc, le catholicisme et le marxisme révolutionnaire, font paraître clandestinement le Mensonge raciste, une dénonciation des thèses national-socialistes et antisémites.

### La répression

#### Les actions de la répression
Le Sipo-SD reste aussi animé par des convictions idéologiques fortes. Ainsi, le 8 janvier 1943, Maurice Sarraut, le directeur de la Dépêche, est arrêté par la Gestapo parce que le capitaine Karl-Heinz Müller (de) imagine qu'il est à la tête d'un complot maçonnique qui touche le Midi de la France.
Dans la nuit du 13 au 14 décembre 1943, la Gestapo et ses auxiliaires français mène l'« Opération de minuit » : 110 résistants sont arrêtés à Toulouse, en Haute-Garonne et dans les départements voisins, tels François Verdier, chef régional de la Résistance, et Gabriel Gesse, responsable des évasions dans la zone de Saint-Gaudens. La plupart d'entre eux sont déportés ou exécutés en janvier 1944.
Le 10 mars 1944, le résistant Marcel Hennequin est abattu par la Gestapo dans sa chambre du foyer d'étudiants polonais (actuel no 45 allée des Demoiselles).
L'historien toulousain Jean Estèbe évoque un bilan de 986 Juifs, français ou étrangers, déportés ou mis à mort, et d'environ 2 000 Français non-Juifs déportés ou exécutés.

#### Lieux d'enfermement
- prison Furgole
- prison Saint-Michel

En 1943, le camp de Noé regroupe des internés de toutes catégories. Il est aussi un centre de triage où sont placés temporairement les réfractaires au service du travail obligatoire (STO), ainsi que les étrangers destinés à l'organisation Todt.

## La Libération: juin 1944-mai 1945

### La réorganisation des forces en présence

#### L'adaptation des structures allemandes

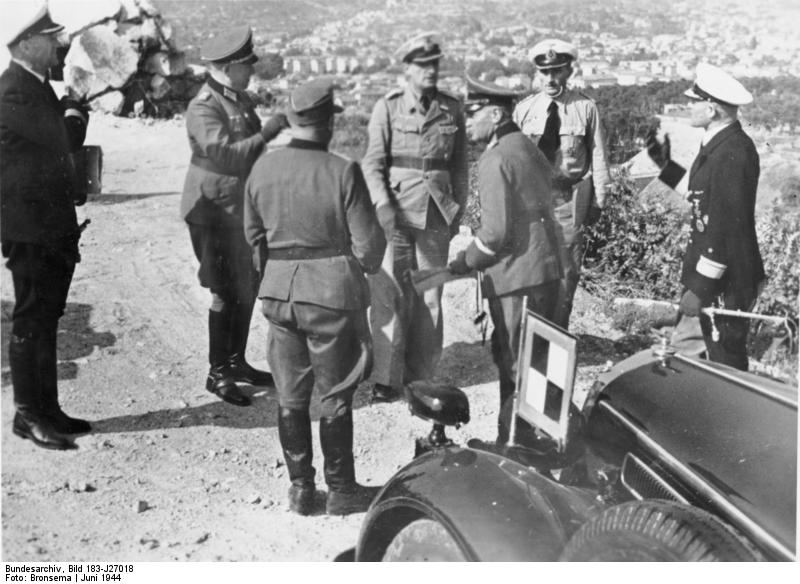
Le général Johannes Blaskowitz en tournée d'inspection dans le sud de la France, le 27 juin 1944 (archives fédérales allemandes, Coblence).

À l'été 1944, le général Johannes Blaskowitz est à la tête du groupe d'armées G de la Wehrmacht, dont le quartier général est à Rouffiac-Tolosan. Il regroupe la 1re armée, basée à Bordeaux, et la 19e armée, à Marseille. Dans la région toulousaine se trouvent le 56e corps de réserve, la division de l'Ostlegion et le 58e Panzerkorps, composé de la 2e Panzerdivision SS « Das Reich », son nom reste indissociable des massacres commis en juin 1944, Massacre de Tulle, Massacre de Combeauvert, Massacre d'Argenton-sur-Creuse ou du Massacre d'Oradour-sur-Glane cette division est sous le commandement du Gruppenführer Heinz Lammerding, qui était regroupée dans la région de Montauban. Puis se trouve dans la région toulousaine la 9e Panzerdivision SS « Hohenstauffen » et la 11e Panzerdivision SS « Nordland ». Le 58e Panzerkorps a pour rôle de maintenir les communications entre Toulouse et Bordeaux au nord-ouest, Bayonne au sud-ouest, et Sète à l'est, ainsi que les passages des Pyrénées vers l'Espagne. Les effectifs restent éparpillés dans toute la région et les troupes, harcelées par les Résistants, se sentent assiégées et le moral est bas : les garnisons de Cahors et de Tarbes n'ont presque plus aucun lien avec l'état-major de liaison supérieur no 564 de Toulouse (Hauptverbindungstab, HVS). Depuis le mois de mai, les autorités allemandes sont d'ailleurs convaincues que les Résistants tiennent la région, et les effectifs de la Résistance sont largement surévalués.
De leur côté, les forces de Vichy sont également inquiètes. Le préfet régional André Sadon veut s'appuyer sur les groupes mobiles de réserve (GMR) pour combattre les « terroristes ».

#### La mobilisation des forces de la Résistance

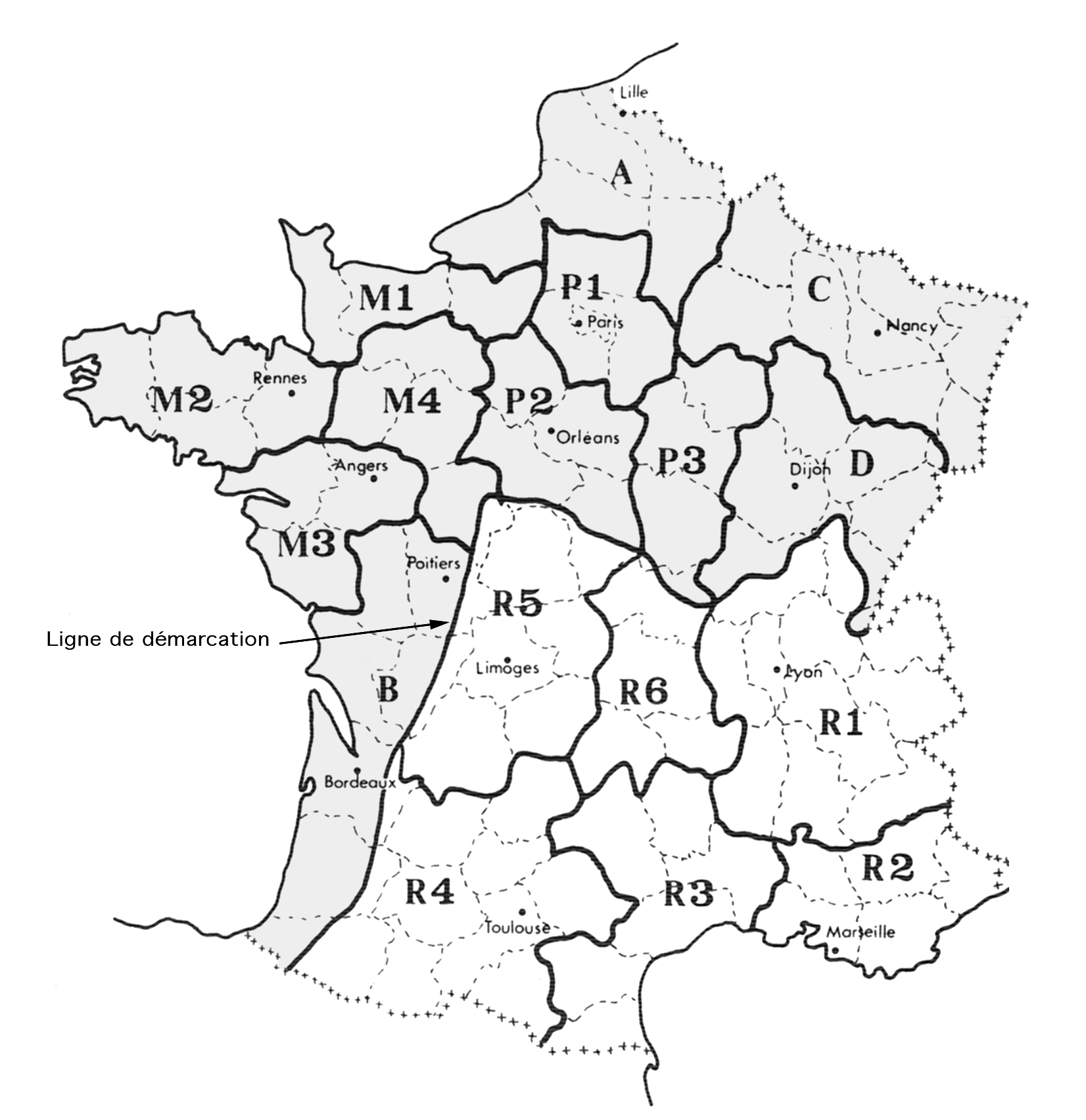
L'organisation des différentes régions de la Résistance.

Durant le printemps 1944, les différents mouvements de résistance de la région toulousaine se sont unis. Le 8 juin 1944, Serge Ravanel, monté à Paris pour rencontrer la direction nationale du Mouvement de libération nationale (MLN) et l'état-major des Corps francs de la libération (CFL), est confirmé par Pierre Kœnig, général en chef des FFI, comme chef des Forces françaises de l'intérieur (FFI) pour la région R4, avec rang de colonel,. Il est averti qu'il doit transférer le commandement hors des grandes villes : aussi s'installe-t-il dans une ferme au bord de l'Agout, entre Lavaur et Saint-Sulpice-la-Pointe. Il rassemble rapidement les Corps francs de la Libération (CFL), les Francs-tireurs et partisans (FTP), dirigés par Georges Delcamp, la Main-d'œuvre immigrée (MOI), l'Organisation de résistance de l'Armée (ORA), ainsi que les guérilleros espagnols et divers groupes locaux, comme le Corps franc pyrénéen du commandant André Pommiès, et le bataillon de l'Armagnac, dirigé par Maurice Parisot et George Starr, officier du Special Operations Executive (SOE) britannique. Serge Ravanel essuie en revanche un refus de la part du Corps-franc de la Montagne Noire de Roger Mompezat, Henri Sevenet et Harry Despeigne. Enfin, Serge Ravanel et son adjoint Claude Cartier-Bresson s'entourent d'inspecteurs sous-régionaux : Raymond Deleule, chargé du Tarn, du Tarn-et-Garonne et du Lot, Louis Thévenard des Hautes et des Basses-Pyrénées, Robert Darnault du Lot-et-Garonne, du Gers et des Landes, Aubert de l'Ariège, et Jean-Pierre Vernant de la Haute-Garonne. Les effectifs, dans la région R4, se composent donc des FTP qui comptent 16 000 combattants, des CFL 14 000, et l'ORA 9 400. Enfin, les guérilléros espagnols ont quelque 3 500 hommes dans la région.
D'un point de vue stratégique, Serge Ravanel souhaite le maintien d'effectifs importants de Résistants dans les villes, afin de s'emparer petit à petit des préfectures et rétablir progressivement la légalité républicaine face au régime de Vichy. En revanche, à la suite du désastre des Glières, il demande aux groupes trop importants de se diviser en unités plus petites et déconseille l'attaque des garnisons allemandes, recommandant le sabotage systématique et les petits engagements. Les considérations militaires achoppent cependant sur la question de l'« insurrection nationale » contre l'ennemi, ordonnée par le Conseil national de la Résistance (CNR) : quand Georges Delcamp, des FTP, l'espère, le colonel Jean Bermont de Vaux, de l'ORA, la rejette catégoriquement. En même temps, l'enthousiasme provoqué par la perspective de la Libération provoque une situation contradictoire : les maquis, voyant arriver des recrues nouvelles en grand nombre, sont parfois obligées de les refuser car ils ne peuvent les équiper ni les nourrir... au début du mois de juin, Jean-Pierre Vernant ne dispose ainsi que d'une arme pour dix combattants.

### Les combats de la Libération: juin-août 1944

#### Accrochages, escarmouches et combats
Suivant les consignes, les forces de la Résistance redoublent dans leurs actions de sabotage contre les voies ferrées, les routes, les lignes téléphoniques et électriques et les S-Betriebe. Ainsi, les lignes de chemin de fer sont presque constamment bloquées, particulièrement la ligne de Toulouse à Tarbes et la ligne de Toulouse à Montauban. La chasse aux collaborateurs est aussi intense : elle fait une cinquantaine de victimes en Haute-Garonne.
Les combats les plus importants sont dus à l'initiative allemande, dont les forces essaient de desserrer l'étau des Résistants en sécurisant les voies de communication. Les opérations sont généralement menées par des unités de 300 ou 400 hommes. Le 12 juin, le maquis de Saint-Lys est attaqué : il accueillait, depuis le 7 juin, un nombre important de Toulousains qui avaient quitté la ville, menés par Pierre Degon, chef régional des Mouvements unis de la Résistance (MUR), Eugène Viguier, chef départemental de France au combat (FAC), Jean Chaubet, chef départemental de Franc-Tireur (FT), et Camille Vié, responsable du comité départemental de la Résistance. Il est attaqué par une colonne du 3e régiment de Panzergrenadier « Deutschland » : le bilan est de neuf maquisards tués, dont Jean Chaubet, et douze civils fusillés. Le maquis de Rieumes, dirigé par le juge d'instruction de Muret, André Reboul, puis le capitaine Jules Delattre, est attaqué au milieu du mois de juillet : le 15, le lieutenant Roger Cabe est tué dans une embuscade ; le 17 juillet, le maquis est la cible de quatre bombardiers Junkers Ju 88 et d'une colonne de 200 soldats allemands. De nouvelles opérations ont lieu contre les maquis de Grenade le 18 juillet, Campells-Aspet le 19 juillet, l'Arsène le 31 juillet et Labaderque le 11 août.

#### L'aggravation de la répression allemande
Face à la recrudescence des actions de la Résistance, les forces allemandes s'en prennent aux populations civiles. Le 8 juin parvient l'ordre de procéder à l'arrestation de personnalités de la société civile, notables dont la liste a été établie par le Kommando der Sicherheitspolizei und des Sicherheitsdienst (KdS). À la prison Saint-Michel sont incarcérés 17 personnes, dont Albert Sarraut et Jean Baylet, dirigeants de La Dépêche, André Haon, ancien maire de Toulouse, Robert Deltheil, recteur de l'académie, Fau et Escudier, présidents à la cour d'appel, Bruno de Solages, Carrière, Decahors et Joseph Salvat, recteur et professeurs à l'Institut catholique, Louis Courtois de Viçose, directeur de la banque du même nom, ainsi que des cadres de la SNCF et des personnalités de la police, comme le contrôleur général de la police Jean, et de l'armée.

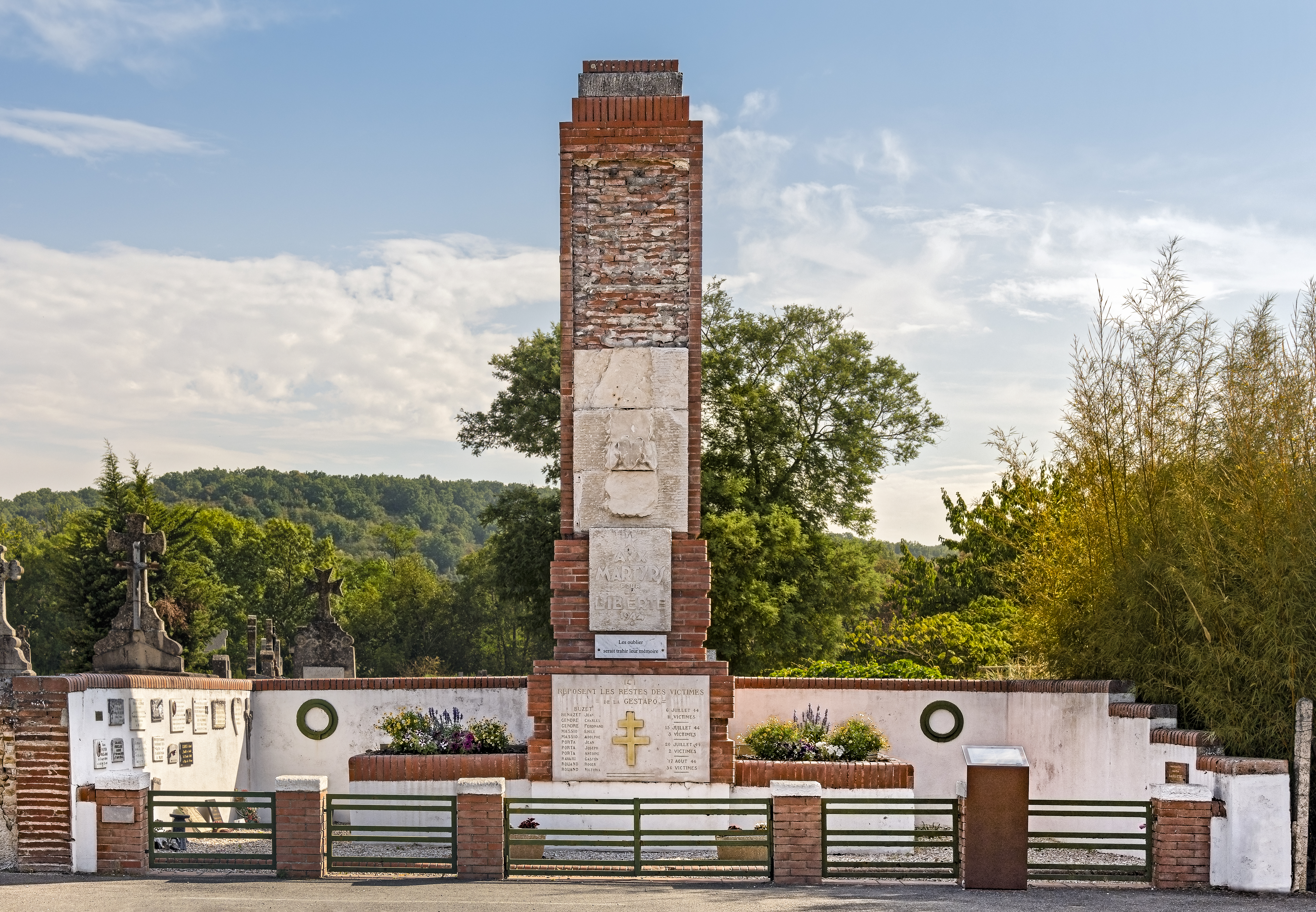
Mémorial aux victimes de la Gestapo de Buzet-sur-Tarn.

Le 10 juin, une colonne se déchaîne dans la vallée de la Garonne : à Saint-Martory, Marsoulas, où sont assassinées 27 personnes, Mazères et Betchat. Le 27 juin 1944, le lieutenant-colonel Friedrich Suhr et le lieutenant Karl-Heinz Müller (de) du Kommando der Sicherheitspolizei und des Sicherheitsdienst (KdS) de Toulouse décident de faire exécuter seize résistants incarcérés au quartier allemand de la prison Saint-Michel : ils sont emmenés au bois de la Reulle, à Gragnague, dans la banlieue nord de Toulouse, et exécutés par un détachement, commandé par le lieutenant Anton Philipp, du 2e bataillon de réserve du régiment « Deutschland » de la division « Das Reich », et établi à Castelmaurou,. Le 6 juillet, à la suite de la dénonciation d'un collaborateur de la Sipo-SD, les soldats de la division « Das Reich » investissent le village de Buzet-sur-Tarn : à la Borde Basse, Antoine Porta, lié à l'Armée secrète, est torturé et exécuté avec ses deux fils, Jean et Joseph. Dans le village, cinq hommes faisant partie du même groupe de résistants, ainsi que le maire, sont arrêtés et emmenés au domaine de la Palmola, également torturés et exécutés. Le soir, un couple est assassiné à la ferme de Vieusse. Le 17 août, 29 détenus de la prison Saint-Michel et 25 de la prison Furgole sont transférés à Buzet-sur-Tarn, à la ferme d'En Fournet où ils sont exécutés, leurs corps brûlés,. Le 19 août, à la veille de la libération de Toulouse, 28 personnes sont exécutées au camp de Bordelongue (emplacement de l'actuel no 274 route de Seysses).
Les convois de déportation se poursuivent également pendant l'été 1944. Le 15 juin, les personnalités toulousaines arrêtées une semaine plus tôt dans la nuit du 8 au 9 juin, sont transférées au camp de Compiègne : un mois plus tard, les « déportés d'honneur » sont envoyés au camp de concentration de Neuengamme, dans la banlieue de Hambourg,. Le 30 juillet 1944, le camp du Vernet est finalement vidé par les SS : 163 personnes sont déportées en Allemagne, les hommes au camp de Buchenwald, les femmes au camp de Ravensbrück.
- Train fantôme

#### La Libération de Toulouse
Alors que des parties importantes de la région R4 passent sous le contrôle des Résistants, Serge Ravanel s'inquiète de la faiblesse de ses troupes dans la ville de Toulouse. D'ailleurs, il ne peut plus espérer compter sur une insurrection en sa faveur de la gendarmerie et de la police, particulièrement les groupes mobiles de réserve (GMR) qui, le 12 août, sont désarmés par les Allemands. Le 14 août, il demande aux maquis du Lot, au bataillon de l'Armagnac, aux corps francs de la libération du Tarn et du Tarn-et-Garonne, et au corps franc Pommiès de lui envoyer des renforts. Serge Ravanel espère 4 à 5 000 hommes et finalement, excepté d'André Pommiès, qui ne concède l'envoi que de la brigade du Cramaussel, il est entendu.
Mais c'est le débarquement des Alliés en Provence, le 15 août 1944, et surtout son rapide succès, qui changent complètement la situation militaire à Toulouse et dans le Sud-Ouest. Les résistants comprennent que les troupes allemandes cantonnées dans la région doivent se redéployer. Effectivement, le 18 août, l'état-major de liaison supérieur (Hauptverbindungstab, HVS) de Toulouse, le HVS 564, reçoit du commandement militaire à Lyon l'ordre de retraite : la ville doit être évacuée le lendemain à 14 heures, un délai extrêmement court ! Les troupes allemandes stationnées dans les casernes de Compans et de Caffarelli commencent à évacuer la ville avec l'ordre de se diriger vers le nord-est de la France. Le 19 août, elles brûlent leurs archives, font sauter les dépôts de munitions à Blagnac, les installations télégraphiques et téléphoniques de la Grande Poste (actuel no 11 rue Lafayette) et de la Poste de Saint-Aubin (actuel no 1 rue Charles-Camichel), les Magasins généraux (emplacement de l'actuelle résidence du Nouveau Raisin, avenue François-Collignon),. Le feu est mis au siège de la Gestapo (actuel no  allée Frédéric-Mistral) et au consulat d'Allemagne,.
Serge Ravanel appelle les groupes de résistants à empêcher les troupes allemandes de quitter la ville et élabore avec Jean-Pierre Vernant les plans de l'insurrection de Toulouse. Des groupes se forment dans la ville, tels le groupe « Matabiau », composé de cheminots, de syndicalistes, de FTPF et de communistes,. Dans les premières heures de l'après-midi, des barricades sont dressées dans la rue du Faubourg-Bonnefoy et sur la place Roquelaine, autour de la gare Matabiau et de la gare de Raynal afin de bloquer le départ des trains. Les combats s'étendent à d'autres quartiers de la ville, aux Minimes, à Saint-Cyprien et à Saint-Michel, où la prison est investie par les résistants et les prisonniers, dont André Malraux, libérés,. Mais les forces résistantes étant encore relativement peu nombreuses, ces affrontements restent limités. Dans la soirée, une réunion des responsables du comité de libération a lieu dans les bureaux d'une entreprise du quartier des Chalets (actuel no 25 rue du Printemps) : il est décidé que, le lendemain, Jean Cassou, commissaire de la République, s'installera au Palais national (actuel no 1 place Saint-Étienne), siège de la préfecture. Mais, en sortant de la réunion, portant des brassards FFI et circulant à bord d'une voiture arborant des fanions tricolores, il rencontre un convoi allemand à l'angle du boulevard de Strasbourg et de la rue Roquelaine : Jean Cassou, laissé pour mort, est gravement blessé, ses deux compagnons, Jean Courtinade et Lucien Cassagne, sont tués. En conséquence, Pierre Bertaux est désigné par les responsables du comité de libération comme commissaire provisoire.
La journée du 20 août est marquée par les derniers combats. Les hommes du maquis Roger établis dans la forêt de Saint-Lys, appelés par Jean-Pierre Vernant, occupent les ponts de la Garonne afin d'empêcher la traversée du fleuve aux dernières unités allemandes. D'autres colonnes sont capturées à L'Isle-Jourdain et à Muret. Une colonne de la Flak, quittant l'aéroport de Blagnac et ne pouvant traverser Toulouse, contourne la ville par le nord. En passant par Villaudric, elle tue une vingtaine de civils, avant de poursuivre sa route vers Montpellier. Le soir, alors que les combats sont terminés, les troupes venues des maquis à l'appel de Serge Ravanel font leur entrée dans la ville.
Au final, si la ville de Toulouse a été libérée plus par la retraite décidée par les Allemands que par l'attaque décidée par les FFI, il n'en reste pas moins que leur action a été décisive. En effet, la pression exercée par les Résistants a contribué à aggraver le désordre dans les troupes allemandes et lui a infligé des pertes conséquentes. Ainsi, sur les onze garnisons allemandes de la région sous autorité du HVS 564, deux ont été entièrement neutralisées – celles de Tarbes et de Foix –, les autres ont subi des pertes. Le nombre des prisonniers est également important : entre 12 000, selon l'historien Guy Labédan, 13 000, selon Serge Ravanel, et 15 000, selon Casimir Lucibello. Enfin, le blocage de la ville de Toulouse établi par les Résistants a considérablement gêné les troupes allemandes dans leur retraite.

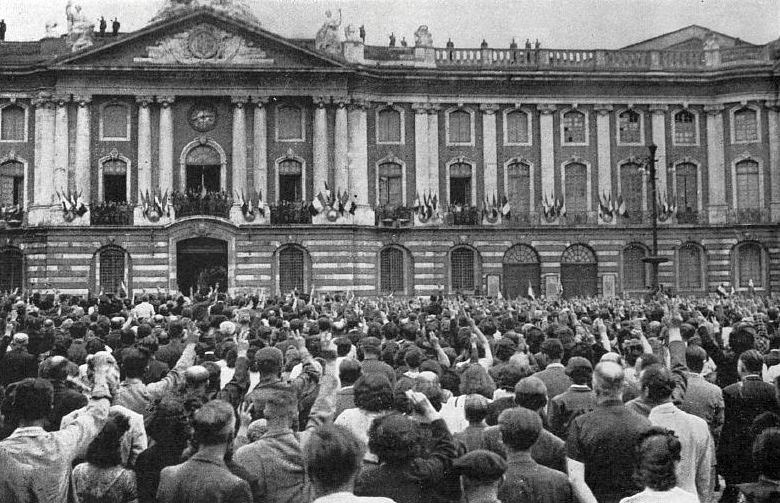
La place du Capitole, le 21 août 1944.

Dans l'après-midi du 21 août, une cérémonie a lieu au Capitole, la population ayant été rassemblée sur la place. Serge Ravanel annonce, depuis le Capitole, la victoire toulousaine, mais aussi la poursuite des combats. En effet, s'ils ont cessé en ville, ils se prolongent dans toute la région. Ainsi, une colonne allemande partie de Saint-Gaudens, bifurque par la route de Foix par Saint-Girons. Dans le village de Rimont, en Ariège, une attaque menée par 31 résistants cause la mort de 17 soldats allemands. En représailles, le village est incendié, 11 habitants sont fusillés,. Le 22 août, une cérémonie, tenue dans la cathédrale Saint-Étienne, rend hommage aux 35 combattants tués dans les combats. Elle est présidée par l'archevêque de Toulouse, Jules Saliège.

### Les premières semaines de l'après-Libération: la «République rouge» de Toulouse (août-septembre 1944)

#### État des forces politiques et enjeux de pouvoir
Le 20 août, à 11 heures, Pierre Bertaux, commissaire de la République en remplacement de Jean Cassou, se rend au Palais national, siège de la préfecture (actuel n°|1 place Saint-Étienne). Il y est reçu par le préfet régional, André Sadon, qui a négocié sa reddition la veille avec les représentants du comité départemental de libération (CDL). Mais si le pouvoir vichyssois s'effondre sans résistance, en revanche, Pierre Bertaux doit affronter dès le lendemain les contestations et les tracasseries du CDL qui peut s'appuyer sur l'importance de ses hommes. En effet, on compte dans la ville pas moins de 6 000 résistants en armes, qui prennent possession des lieux publics. Les rues sont sillonnées par les FFI, provoquant embouteillages et accidents. Les suspects de collaboration sont arrêtés, enfermés et interrogés. Certaines personnes sont arrêtées par erreur, tel Hippolyte Ducos, ancien député qui a pourtant participé au réseau Combat. Les chambres d'hôtel sont réquisitionnées et il devient impossible de se loger.
La situation illustre les ambiguïtés de la Libération et les rapports de force qui se font jour entre le pouvoir légal qu'incarnent la France libre et le gouvernement provisoire de la République française (GPRF), et la légitimité des mouvements de la Résistance intérieure, mais aussi entre les forces qui composent cette dernière. Toulouse, libérée grâce à l'action des résistants, mais aussi coupée des armées de libération et du GPRF, voit s'ébaucher une situation politique et sociale originale. Pierre Bertaux est soucieux de conserver l'unité des mouvements de la Résistance. Mais il représente le GPRF et, se fondant sur l'autorité de l'État et sur le rétablissement de la légalité républicaine en s'appuyant sur les corps de fonctionnaires, il est résolu à rétablir l'ordre, assurer le ravitaillement et faire fonctionner une administration efficace. Aussi doit-il composer avec le CDL de la Haute-Garonne, particulièrement vivant et actif, et qui entend gouverner le département en s'occupant directement de la police et du rétablissement de l'ordre, de l'épuration, du ravitaillement, tout en impulsant les réformes politiques, économiques et sociales promises le programme du Conseil national de la Résistance.
La position des communistes dans les instances du nouveau pouvoir est un exemple de ces tensions. Le Parti communiste est représenté par deux personnalités de premier plan, Robert Noireau, chef des maquis du Lot, et Jean-Pierre Vernant, inspecteur sous-régional pour la Haute-Garonne. Le 23 août, Pierre Bertaux confie le maintien de l'ordre dans la ville de Toulouse à Robert Noireau. Avec le soutien du CDL, les communistes obtiennent également la création de milices patriotiques, composées de civils qui doivent venir en soutien des FFI et sont donc armés. Mais ils sont en revanche peu représentés au sein des administrations civiles, comme à la mairie, où le comité local de libération (CLL), dirigé par Raymond Badiou, compte une large majorité de socialistes.

#### La politique culturelle
Dès les premiers combats de la libération, les journalistes résistants occupent les locaux des journaux toulousains jugés coupables de collaboration. Rapidement d'ailleurs, les journaux paraissant sous l'occupation sont interdits, La Dépêche, La Garonne, Le Grand Écho du Midi et Le Midi socialiste sont suspendus entre le 22 août et le 5 septembre. L'immeuble de La Dépêche (emplacement de l'actuel no 57 rue de Bayard) est occupé par La République du Sud-Ouest, quotidien dirigé par Pierre Degon et organe du Mouvement de libération nationale (MLN). Le Patriote du Sud-Ouest, le journal du Front national, de sensibilité communiste, est dirigé par André Wurmser, mais c'est bien La Voix du Midi qui est l'organe officiel du Parti communiste. L'Espoir, dirigé par Raymond Badiou et Paul Debauges, du côté des socialistes, est installé dans les locaux de La Garonne (actuel no 25 rue Roquelaine). La Victoire, qui représente le courant chrétien-démocrate et devient la voix du Mouvement républicain populaire (MRP) après novembre 1944, sous la direction de Pierre Dumas, prend la place du Grand Écho du Midi. La Liberté, qui prend la suite de Libérer et Fédérer, animée par Paul Descours et Gilbert Zaksas, est établie au Midi socialiste.
La radio est également reprise en main par les Résistants,. Les Allemands, avant de partir, détruisent les installations de Radio Toulouse et de Toulouse-Pyrénées. Quant à  Jacques Trémoulet, propriétaire de Radio Toulouse et suspect de collaboration, il fuit en Espagne avec une partie du matériel, récupéré par sa station andorrane, Radio Andorre. C'est René Laporte qui est chargé par les autorités de la Résistance de diriger les radios toulousaines. Il crée deux nouvelles stations publiques, Toulouse-Pyrénées I et II, où s'expriment librement les différentes composantes du comité départemental de libération (CDL), les partis politiques, les syndicats et les associations, dans un style très libertaire.
Camille Soula propose la suppression de l'académie des Jeux floraux, qui a reçu Philippe Pétain en 1940, et dont plusieurs membres ont été compromis avec le régime de Vichy, tels l'amiral Jean-Marie Abrial, le ministre Joseph Barthélémy, l'écrivain Charles Maurras et le procureur Pierre Lespinasse. Finalement, Pierre Bertaux en écarte l'idée.

#### Les réformes économiques et sociales
Les « soviets de Toulouse », au cœur des tensions qui troublent les rapports de la Résistance toulousaine et les autorités du gouvernement provisoire de la République française (GPRF), sont un élément essentiel et original de la Libération toulousaine. Ils sont inspirés par le programme économique et social du Conseil national de la Résistance,.
Dans les entreprises toulousaines, publiques comme privées, se créent des comités de libération, qui installent des comités de gestion élus par le personnel et dominés par les ouvriers, associés aux cadres et aux ingénieurs résistants. Les premiers comités se constituent dès le 21 août à la Société des transports en commun de la région toulousaine (STCRT) et à la Société nationale des constructions aéronautiques du Sud-Ouest (SNCASE). Entre le 23 août et le 1er septembre, ils se créent dans les autres grandes usines publiques – l'Office national industriel de l'azote (ONIA), la Poudrerie et la Cartoucherie –, et privés, aussi bien établissements industriels, grands magasins et banques. Ils entreprennent l'épuration des directions et entendent peser sur la gestion des entreprises. Ils sont largement soutenus par la Confédération générale du travail (CGT) locale reconstituée, mais aussi par toutes les forces politiques locale, des communistes à la démocratie chrétienne. Si les milieux patronaux s'inquiètent de ces « soviets » auprès de Pierre Bertaux, leur voix reste largement minoritaire. Aussi le commissaire de la République confie-t-il à Albert Carovis, le président du comité départemental de libération (CDL), et à Paul Grunebaum-Ballin, ancien conseiller d'État en 1933, proche de Léon Blum, qui a travaillé sur les lois sociales du Front populaire, le soin de mener entre le 8 et le 13 septembre, à la préfecture, des négociations entre les comités de libération et les représentants du patronat. Ils aboutissent aux « accords de Toulouse », qui créent des « comités à la production » conservent un droit de contrôle, mais pas de décision, face à la direction : ainsi, les « comités à la production » toulousains peuvent être rapprochés des comités d'entreprise, institués par ordonnance en février 1945 et par la loi en 1946.
Le comité local de libération (CLL) qui remplace la municipalité toulousaine, présidé par Raymond Badiou, réalise également la mise en régie des services publics : tramways de la STCRT, compagnie du gaz de la Société lyonnaise des eaux et de l'éclairage (SLEE), et compagnie d'électricité de la Société toulousaine d'électricité (STE). La réquisition, qui s'appuie juridiquement sur la loi de défense nationale sur l'organisation générale de la nation en temps de guerre de 1938, est soutenue par le nouveau préfet de la Haute-Garonne, Pierre Cassagneau, et par Pierre Bertaux. Finalement, en 1946, en application de la loi sur la nationalisation de l'électricité et du gaz, les régies municipales passent aux nouvelles entreprises nationalisées, Gaz de France (GDF) et Électricité de France (EDF).

### La reprise en main du pouvoir central (septembre 1944-mai 1945)

#### Les tensions avec Paris
Toulouse donne donc l'image, vue de Paris et des autorités du Gouvernement provisoire de la République française (GPRF), d'une dangereuse « République rouge », autonome, isolée et coupée de la France, et dominée par les « soviets » et les communistes. Mais surtout, la présence de fractions armées autonomes inquiète Charles de Gaulle. Effectivement, certains Toulousains, les « résistants de septembre », pour trouver un logement, de la nourriture et une solde, s'engagent dans les FFI : ils sont 18 000 en septembre. Dans la ville, la police, à la suite de la dissolution des groupes mobiles de réserve (GMR) par Pierre Bertaux, a été confiée à un communiste, Robert Noireau, et à ses hommes du maquis du Lot, principalement des francs-tireurs et partisans (FTP) à tendance communiste. Les représentants de la France libre présents à Toulouse, hostiles aux Résistants locaux, entretiennent la peur du pouvoir parisien. Dès le 21 août, les agents de la Direction générale des Services spéciaux (DGSS) envoient des télégrammes, relayés par Jacques Soustelle, dans lesquels ils décrivent une situation chaotique, dont la gravité nécessite l'envoi d'un régiment d'infanterie. Serge Ravanel est lui aussi considéré comme dangereux et la DGSS conseille de le placer sous la responsabilité de supérieurs hiérarchiques choisis. Il est également recommandé de faire évacuer la ville aux maquisards, et particulièrement aux FTP.
Le 28 août arrivent à Toulouse, nommés par le GPRF, le général Maurice Chevance-Bertin, délégué militaire, avec son adjoint, le colonel Schneider. Ce dernier forme le 4 septembre une colonne mobile, composée de 8 000 FFI de la région R4, chargée de poursuivre les forces allemandes en retraite au sud de la Loire : à l'objectif militaire se joint le besoin de « décongestionner le Sud-Ouest », comme le déclare Schneider. La colonne se compose de 3 800 hommes du corps franc Pommiès, de membres de l'Organisation de résistance de l'Armée (ORA), et de FTP du Tarn, du Tarn-et-Garonne et du Lot.
Le 30 août, également nommé par le GPRF, c'est Pierre Bloch et André Philip, délégués du GPRF, qui atterrissent à Francazal. Pierre Bloch trouve une « situation politique difficile », mais confirme tout de même Pierre Bertaux comme commissaire de la République. Quelques jours plus tard, c'est le général Gabriel Cochet, délégué militaire pour la zone Sud, qui vient à Toulouse.

#### La visite de Charles de Gaulle
Le 16 septembre 1944, le général Charles de Gaulle vient à Toulouse. Venu de Marseille, il est accueilli vers 10 heures à l'aéroport de Francazal par Pierre Bertaux et l'ensemble des représentants de la Résistance toulousaine : le journal communiste Le Patriote du Sud-Ouest annonce que « Toulouse, qui s'est libérée par ses propres moyens et qui a restauré d'elle-même l'ordre républicain, salue en vous l'officier fidèle à la patrie, l'homme qui a su dire clairement ce qu'il voyait, le chef du gouvernement qui a rassemblé et uni toutes les volontés, l'homme enfin en qui tous les partis et tous les patriotes ont confiance ». Charles de Gaulle se rend au Capitole, où il est acclamé par une foule de plusieurs dizaines de milliers de personnes qui l'attendent sur la place. Il célèbre d'abord la Résistance locale : « Toulouse, Toulouse libre, Toulouse fière, fière parce qu'elle est libre et fière parce qu'au milieu de toutes les larmes, de toutes les angoisses, de toutes les espérances qu'elle a traversées, jamais Toulouse n'a cru que la France était perdue, jamais Toulouse n'a renoncé ni à la grandeur du pays, ni à sa victoire, ni à la liberté des hommes, ni à celle des Français et des Françaises ».
Pourtant, lors de la réunion des autorités locales à la Préfecture, les malentendus entre Charles de Gaulle et les autorités toulousaines apparaissent. Le colonel anglais George Starr, un agent du SOE qui a agi pour la Résistance dans le Gers et dans les Landes, est mal reçu par Charles de Gaulle,,,. De même, dans « l'affaire des grades et des décorations », les responsables FFI qui ne sont pas officiers de carrière sont humiliés – ainsi, Serge Ravanel se voit reprocher de porter un ruban de l'ordre de la Libération. Enfin, Charles de Gaulle impose le général Collet pour commander la région militaire de Toulouse,.
Le lendemain, 17 septembre, Charles de Gaulle assiste au défilé des FFI, rue d'Alsace-Lorraine, à 7 heures du matin. Il est en compagnie de Pierre Bertaux, auquel il annonce : « C'est la première fois que je vois des FFI. » Il s'envole à 8h30 pour Bordeaux, ayant montré sa volonté de reprise en main des autorités de la Résistance toulousaine et de réaffirmation de l'État. La journée est cependant consacrée aux réjouissances : au stade Jacques-Chapou, une fête populaire, organisée par le Mouvement de libération nationale (MLN), rassemble des épreuves sportives où jouent le Stade toulousain et le Toulouse F.C., et des représentations avec un chœur de maquisards et un ballet dirigé par Simone Techeney.

#### Reprise en main et désillusions
Trois jours plus tard, le 20 septembre 1944, Serge Ravanel, parti à Paris pour rencontrer les chefs de la Résistance intérieure, est victime d'un grave accident de moto qui le force à abandonner son commandement régional. C'est Jean-Pierre Vernant qui lui succède et doit composer avec le nouveau délégué militaire du GPRF, désigné par Charles de Gaulle, le général Philibert Collet et arrivé au début du mois d'octobre 1944. Le 22, il met fin à l'état-major FFI en fusionnant les états-majors des troupes et territorial. Le 26, il devient officiellement commandant du commandement de la 17e région militaire. Progressivement, la plupart des FFI qui sont encore à l'état-major sont écartés et rendus à la vie civile. Ainsi, Serge Ravanel, ayant choisi de rester dans l'armée, préfère démissionner en 1949. Certaines unités des FFI, dont les unités de francs-tireurs et partisans (FTP) des maquis du Lot, sont envoyées pour lutter contre les forces allemandes qui résistent sur le littoral atlantique : elles y passent l'hiver 1944-1945. Ainsi, des FFI toulousains participent à la libération de l'île d'Oléron, à la fin du mois d'avril 1945. D'autres unités sont amalgamées avec les troupes régulières : le 20 février 1945, la 14e division d'infanterie, confiée au général Raoul Salan, est formée à Toulouse. Le 114e bataillon médical du docteur Baudot, le « groupe sanitaire de Toulouse », se joint à la colonne Schneider, puis à la 1re armée.
À la radio, les stations toulousaines de Toulouse-Pyrénées I et II sont intégrées en novembre 1944 au réseau national de la Radiodiffusion nationale (RN), en attendant la création de la Radiodiffusion française (RDF) en mars 1945. Elles relaient le programme national, tandis que les émissions régionales ne conservent plus qu'un horaire réduit. Enfin, si le comité départemental de libération (CDL) se maintient encore plusieurs mois, il perd toute influence véritable sur la prise de décision.
Dans la population toulousaine, les premières critiques se font jour à partir d'octobre 1944. Elles sont renforcées par les difficultés croissantes du ravitaillement : alors que le lait, le sucre, l'huile et le savon disparaissent presque complètement, le marché noir est plus fort que jamais. Ce sont l'incompétence des autorités de la Libération qui est mise en cause. Au sein de la population, les rumeurs ne sont pas moins nombreuses : on craint des maquis formés de miliciens ou d'exécutions en masse, tandis que la peur du communisme resurgit. On se moque ou on se plaint de la nullité des FFI, arrivistes et opportunistes qui profitent de la mort des meilleurs, tués avant août 1944 au combat ou victimes de la Gestapo.
En avril 1945, lors des élections municipales, se présentent trois listes : une liste d'union des résistants, dirigée par le président du comité local de libération, Raymond Badiou, une liste présentée par des socialistes dissidents, dont l'ancien maire Antoine Ellen-Prévot, et une liste de radicaux. La liste de Raymond Badiou, qui compte 6 démocrates-chrétiens, 4 radicaux, 14 socialistes et 12 communistes, remporte une victoire éclatante avec presque 70 % des suffrages. C'est, selon Jean Estèbe, « la dernière flambée de l'esprit résistant » et le signe que, une dernière fois, « l'opinion toulousaine restait fidèle à l'esprit de la Résistance, et les partis issus de la clandestinité conservaient une façade d'union qui ne devait pas durer ».

### Musée départemental de la Résistance et de la Déportation

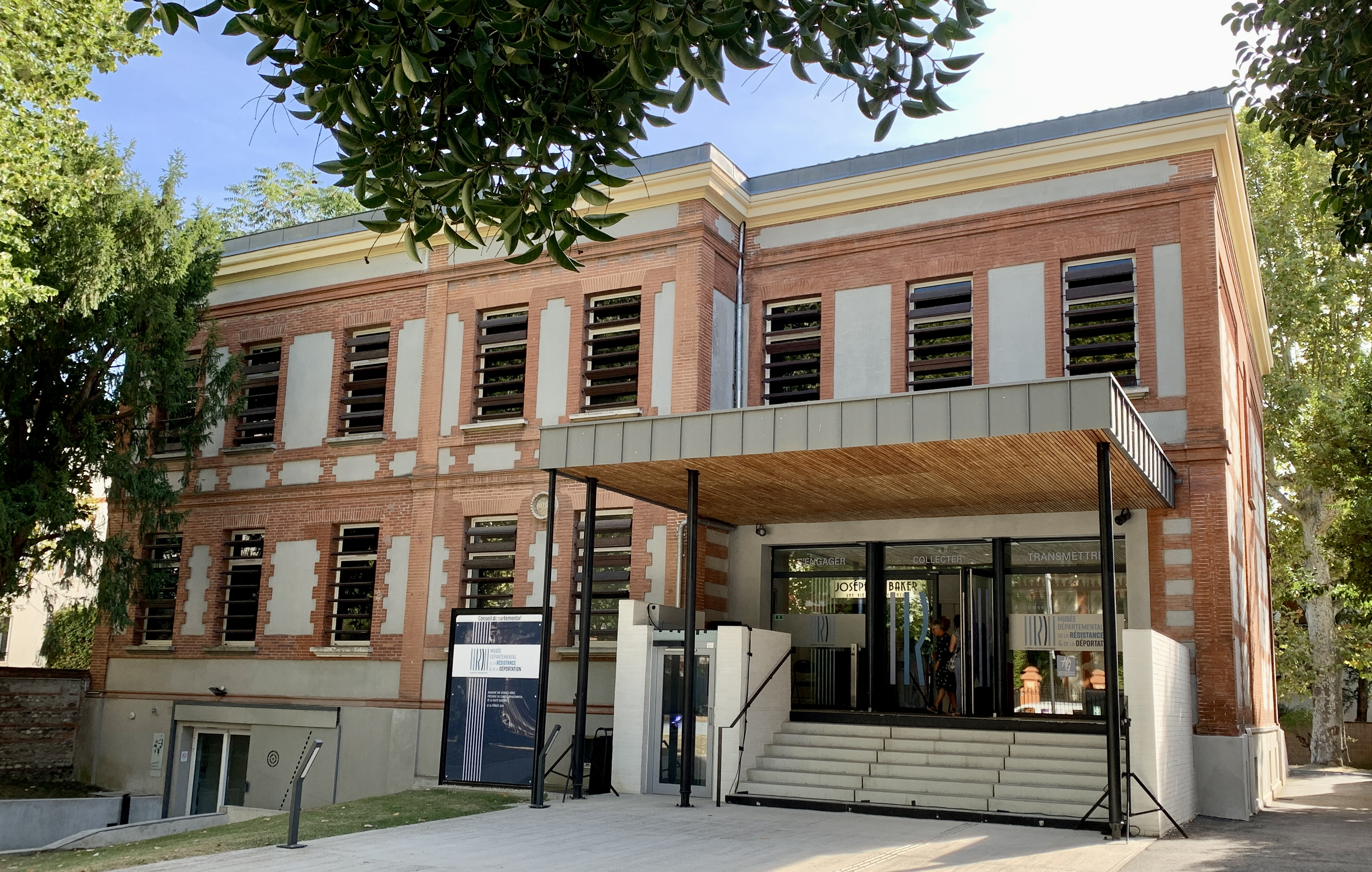
Le musée départemental de la Résistance et de la Déportation.

## Hommages et postérité

### Plaques et monuments
Dans la ville, les noms des victimes de la guerre sont inscrits sur les monuments aux morts. Comme il n'existe pas à Toulouse de monument communal unique, mais des monuments par quartier, leurs noms ont été ajoutés aux monuments aux morts élevés durant l'entre-deux-guerres à la suite de la Première Guerre mondiale.
De plus, de nombreuses plaques commémoratives sont placées sur des bâtiments toulousains. Il peut s'agir de plaques posées près des lieux où des personnes ont été tuées. Il existe des plaques rappelant le souvenir d'un Résistant, près de son lieu de travail, comme dans le cas de Marie-Louise Dissard (actuel no 40 rue de la Pomme) et de René Galache (actuel no 44 rue Achille-Viadieu). Enfin, certaines plaques honorent la mémoire des Juifs déportés et mis à mort dans les camps d'extermination, comme celle posée à l'entrée du collège Pierre-de-Fermat, ancien lycée de garçons de Toulouse (actuel no 1 allée Maurice-Prin).
Enfin, de nombreuses voies portent le nom de Résistants.
- Monument à la gloire de la Résistance